# コロンビア大学
コロンビア大学（コロンビアだいがく、Columbia University、正式名称: Columbia University in the City of New York）は、ニューヨーク州ニューヨーク市に本部を置くアメリカの私立大学。各種大学ランキングで上位に位置する全米有数の名門校で、アイビーリーグの１校に数えられている。イギリス植民地時代の1754年に国王ジョージ2世 の勅許により創立された全米で5番目に古い大学である。
大学名の「コロンビア Columbia」は、北米大陸を指す古い名称・雅語（コロンビア (擬人化)を参照）。
創設以来87名のノーベル賞受賞者、100名を超すピューリッツァー賞受賞者を輩出するなど、学術・人文分野でも米国の教育機関として重要な位置を占める。
2024年時点の大学基金総額は148億ドル（約2兆3000億円）にのぼり、全米第3位の規模である。
2024年時点の学部合格率は4%と全米最難関グループに属する。学部・大学院を合わせた学生登録数は約3万6000名。国際色が豊かなことで知られ、外国籍の学生比率は約40％、出身国は延べ149カ国に上る（2024年時点）。
1年間の学費は医学部をのぞく全学部平均で年間約7万4000ドル（約1,100万円）と発表されている。
大学内での抗議活動などの混乱を経て、2025年3月から元ジャーナリストのクレア・シップマンが暫定学長をつとめる。

## 歴史・校風
イギリス王ジョージ2世の憲章勅許により、英国国教会（イングランド国教会）の著名な牧師であったサミュエル・ジョンソンが、1754年に「キングズ・カレッジ」（King's College）として創立した。
設立当初のキングズ・カレッジのキャンパスはウォール街付近のトリニティ教会敷地内に置かれ、サミュエル・ジョンソン教授1人と学生8人で開始した。アイビー・リーグ8校のうち、イギリス国王の勅許により設立されたのは、コロンビア大学のみである。
1784年州法により「コロンビア・カレッジ」（Columbia College）と改称され、1896年に大学院の設置とともに「コロンビア大学」（Columbia University）となった。
コロンビア大学が最初に大きな成果を挙げたのは理工学分野である。X線写真・FM放送の実用化は工学部の研究成果で、アメリカ初の核分裂実験に成功したのもコロンビア大学のキャンパスである。このほか核磁気共鳴（NMR)とそれにもとづくMRI診断の技術、レーザー技術も物理学科で開発されており、これらの成果によってノーベル物理学賞を受賞した教員らは創立以来29人にのぼる（2025年時点）。

医学教育の歴史も古く、アメリカ最初の医学博士号がメディカル・スクールで授与されているほか、看護学科も国内最初期に開校されたひとつである。

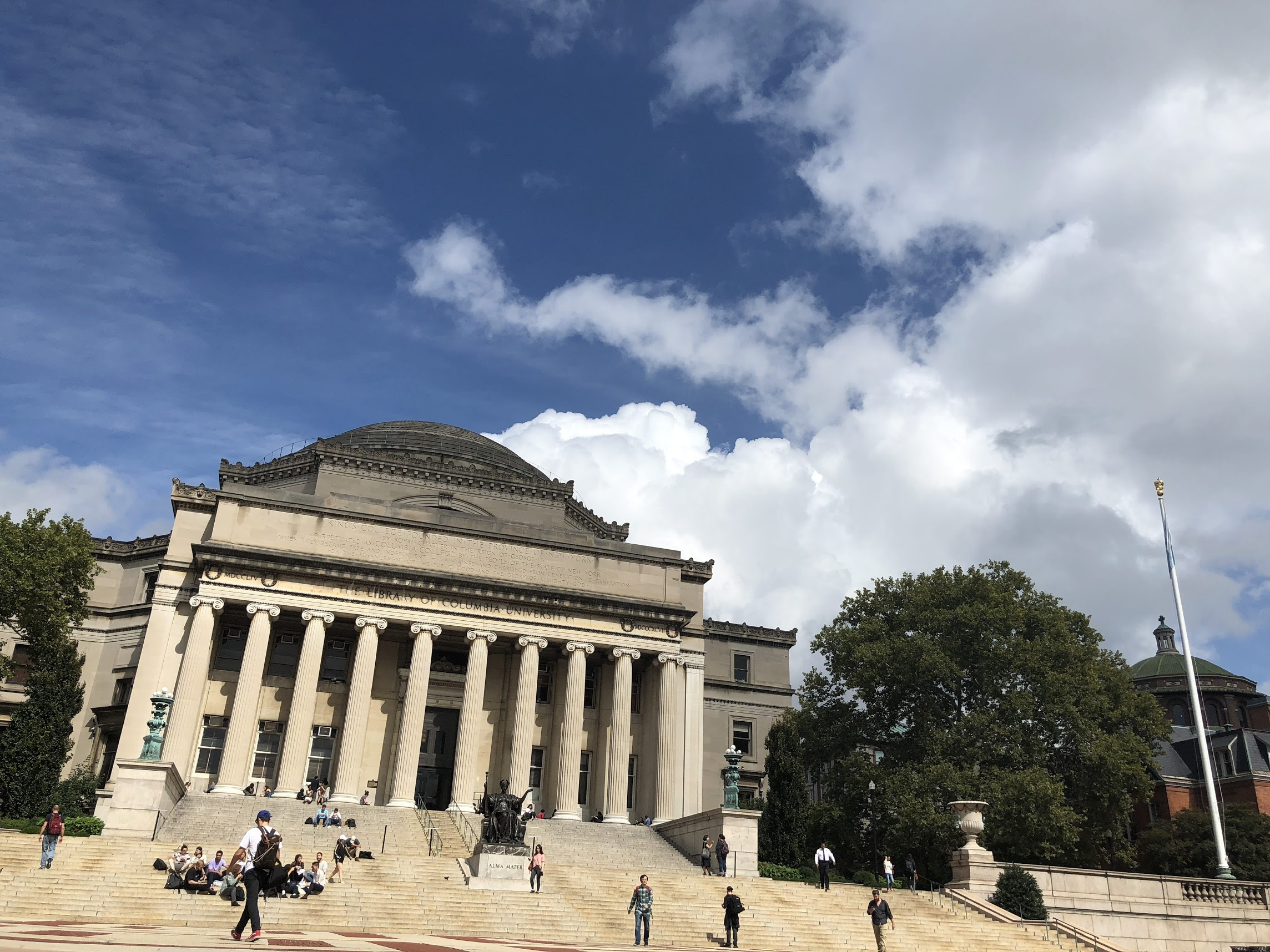
キャンパス中央に位置するロウ記念ホール (Low Library)

伝統的に地域研究に力を入れており、米国の対外政策にも大きな影響を及ぼしてきた。7つの地域研究所と12の研究センターを擁し、地域研究所の数としては全米最多である。アジア地域専門のウェザーヘッド東アジア研究所、その上位機関の国際公共政策大学院、ロシア研究拠点として米国最大規模のハリマン研究所などには世界各地から研究者が集まっている。また、アメリカで唯一日本経済を専門とする日本経済経営研究所がある。
人文学研究では、イディッシュ語を中心とするユダヤ文化研究、映画理論を中心とする表象文化研究などの分野で世界的に著名な研究者を数多く擁する。また、1912年にジョーゼフ・ピューリツァーの寄付により設立されたジャーナリズム大学院は、アイビー・リーグ唯一のジャーナリズム大学院である。ピューリッツァー賞の選考委員会も同校に設置されており、毎年4月にキャンパスで受賞者が発表される。
大都市から離れた場所に位置することの多いアメリカの大規模校の中で、マンハッタン中心部に位置するという立地条件も、しばしばコロンビア大学の大きな特徴に上げられる。一方で物価や生活費の高さもデメリットとして指摘される（後述「学生生活・卒業生像」節参照）。
毎年9月には、ニューヨークで国連総会が開催される時期に各国の大統領、首相、外相等をキャンパスに招待したシンポジウム(World Leaders Forum)が開催されている。日本からは橋本龍太郎や安倍晋三らがゲストとしてスピーチを行ったことがある。
伝統的にリベラルな校風でも知られており、1968年にキャンパスで起きた抗議活動（英語版）は、全米で学園紛争が拡大するきっかけとなった。また2024年3月にも、イスラエルのガザ攻撃などを批判して全米の大学で抗議活動が起きた際はその象徴的な存在として大きな注目を集めた（後述「キャンパスの出来事」）。
大学のマスコットは獅子。ロゴはイギリスの国章に着想を得ており、1910年頃から使われている。大学のロゴである王冠はキングズ・カレッジ時代から引き継がれた。
校訓は「汝の光によって我等は光を見る」（In Thy light shall we see the light）。旧約聖書・詩編36編9節の一節から取られている。

## 著名な関係者

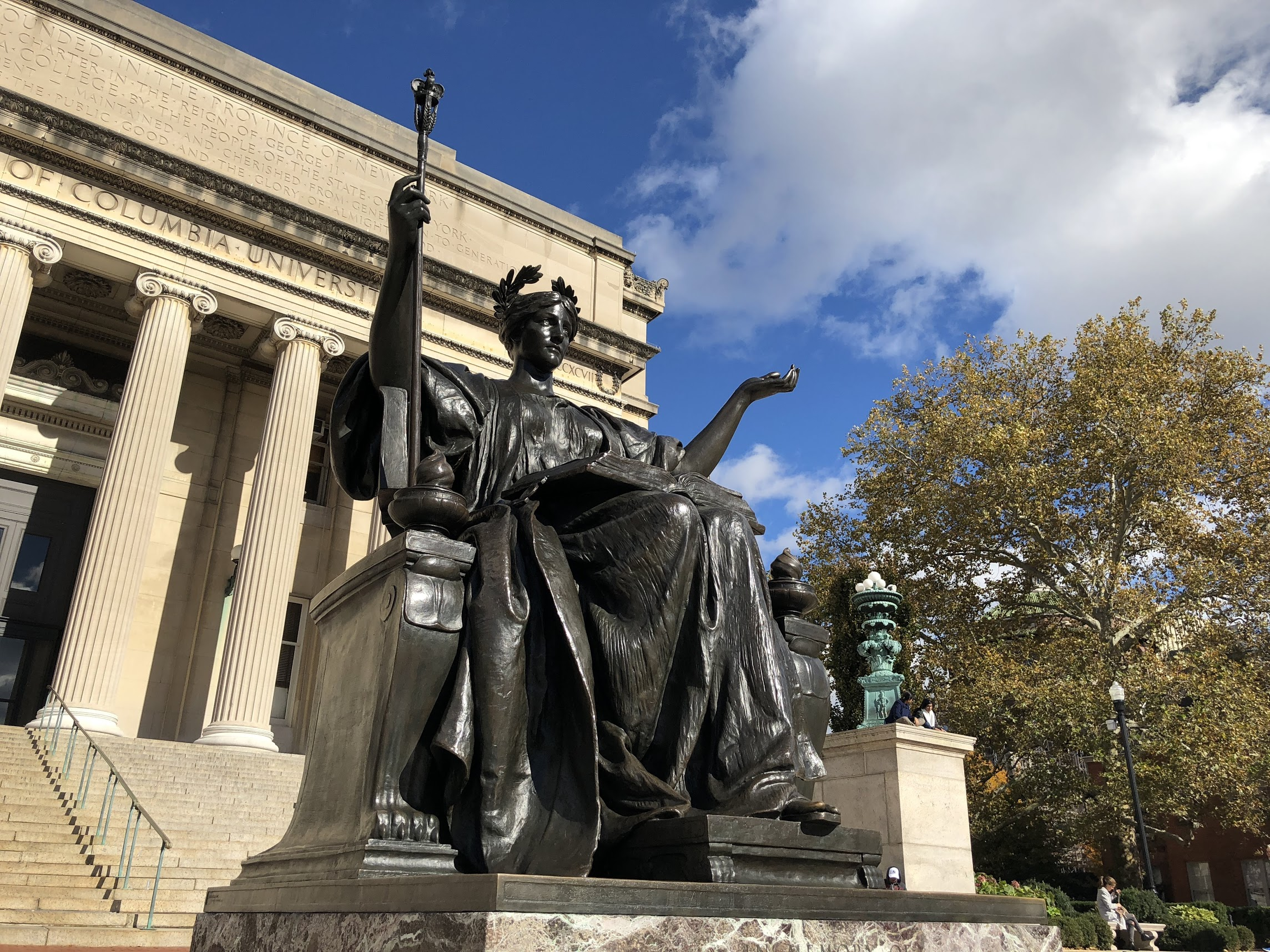
ロウ記念ホール前のアルマ・マーテル像

大学の公式発表によると、1901年から2023年までにノーベル賞を受賞した教員や卒業生は87人にのぼる。2000年以降の受賞は以下20人である。また2024年の時点でコロンビア在籍中の教員に、受賞者は10人いる。
- 化学賞 - ウィリアム・ノールズ（2001年）、ロバート・グラブス（2005年）、マーティン・チャルフィー（2008年）、ロバート・レフコウィッツ（2012年）、ヨアヒム・フランク（2017年）、ルイ・ブラス（2023年）、計6人
- 経済学賞 - ジェームズ・ヘックマン（2000年）、ジョセフ・E・スティグリッツ（2001年）、エドムンド・フェルプス（2006年）、アルヴィン・ロス（2012年）、計4人
- 医学・生理学賞 - エリック・カンデル（2000年）、リチャード・アクセル（2004年）、リンダ・バック（2004年）、計3人
- 物理学賞 - ジョン・C・マザー（2006年）、アーサー・アシュキン（2018年）、ジョン・クラウザー（2022年）、計3人
- 平和賞 - スティーブン・シュナイダー（2007年）、バラク・オバマ（2009年）、計2人
- 文学賞 - オルハン・パムク（2006年）、ルイーズ・グリュック（2020年）、計2人

また、2010年にノーベル平和賞を受賞した劉暁波は客員研究員として滞在中の受賞だった。このほかアメリカ科学院賞の受賞者が43人、アメリカ芸術科学院賞の受賞者は143人。
人文、芸術分野でも高い評価を受けている。100名を超すピュリッツァー賞受賞者のほか、女性初のアカデミー監督賞受賞者のキャスリン・ビグローをはじめ33人がアカデミー賞を受賞している。このほか芸術分野の著名出身者では、歌手のアート・ガーファンクル、SF作家のアイザック・アシモフ、詩人のアレン・ギンズバーグ、作家のポール・オースター、映画監督ジム・ジャームッシュなどがいる。（そのほか著名なスポーツ選手は後述「スポーツ」節を参照）

## 日本との関わり

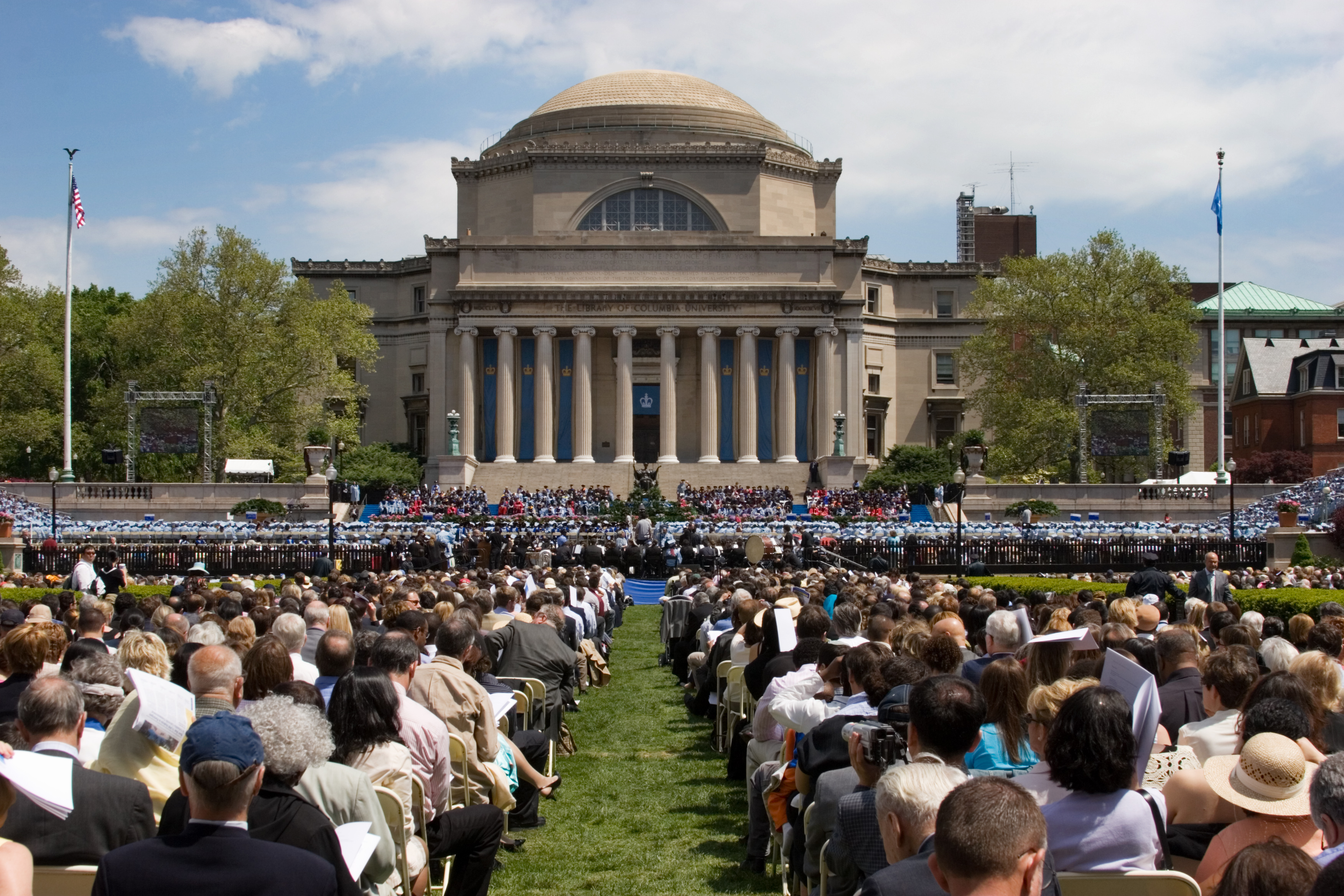
キャンパス中央部で行われる卒業式

早くから北米におけるアジア地域研究の拠点として名高く、数多くの日本研究者を輩出した。1928年には角田柳作により日本文化研究所が設立されており、日本学者のドナルド・キーンは同研究所で教育を受けたのちコロンビア大学で長く教鞭をとって多くの日本研究者を育てた。また、同じく角田の弟子で、日本史家のハーバート・ノーマンは、三笠宮崇仁親王の家庭教師を務めている。
英語圏の古典的日本文化論『菊と刀』（1946年）の著者である文化人類学者ルース・ベネディクトは、コロンビア大学で博士号を取得し、晩年まで教鞭を執った。また1949年の「シャウプ勧告」により戦後日本の税制の基礎を築いたカール・シャウプは、来日時に経済学部の教員を務めていた。
このほか、日本文学研究のエドワード・サイデンステッカー、日本政治論のジェラルド・カーティス、日本近代史のキャロル・グラック、日本経済論のヒュー・パトリックなどが教壇に立って、英語圏における日本研究にきわめて大きな影響を及ぼした。
日本と深い関係を築いてきた歴史から、伝統的に日本からの研究滞在や留学生を数多く受け入れている。1950年代には鈴木大拙が長期滞在し、主に禅の教育と研究を行って米国における東洋思想の重要な発信拠点となった。日本人初のノーベル賞受賞者である湯川秀樹も、コロンビア大学助教授在職中の受賞である。フィールズ賞受賞者の広中平祐と森重文も数学科に滞在して研究を行った。
こうした傾向は現在でも受け継がれていて、アイビーリーグの中でも日本からの留学生が比較的多いことで知られる。とくにビジネススクールと公共政策大学院は、政界・経済界・中央官庁などから毎年多くの派遣者を受け入れている。
そのほかタレント、政治家などのコロンビア卒業生は「コロンビア大学の人物一覧 ─ 主な日本人の卒業生」を参照。

### 日本の教育機関との関係

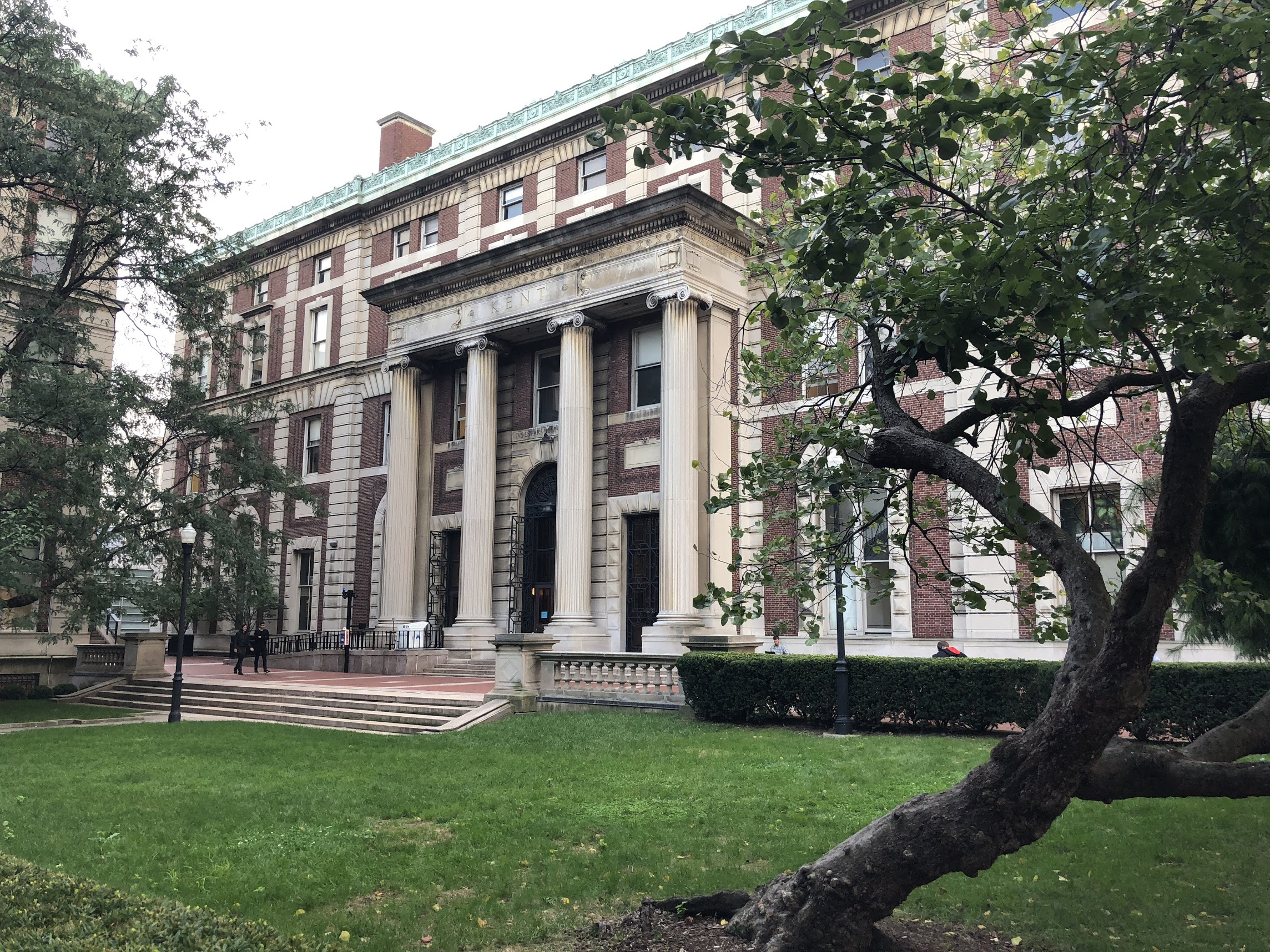
日本文学などアジア研究が主に行われるケント・ホール

コロンビア大学と同じく英国国教会（イングランド国教会）を源流とする立教大学との関係は古く、立教大学の創設者であるチャニング・ウィリアムズは、1867年（慶応3年）にコロンビア大学から神学博士号が授与されている。ジェームズ・ガーディナーの後任として立教学校（現・立教大学）の校長を務めたテオドシウス・ティングはコロンビア大学で学んだ。
立教学院理事長を務めたジョン・マキムが1898年（明治31年）に創設した青葉女学院では、コロンビア大学の幼児教育専門課程を経た教授陣によって教育が行われ、日本に先端的な幼児教育がもたらされた。
現在では立教大学のほか上智大学などが進学協定を提携しており、様々な分野において学生（卒業生を含む）を受け入れるなど大学院レベルでも交流を持つ。
京都アメリカ大学コンソーシアムの一員でもある。

## 大学ランキング

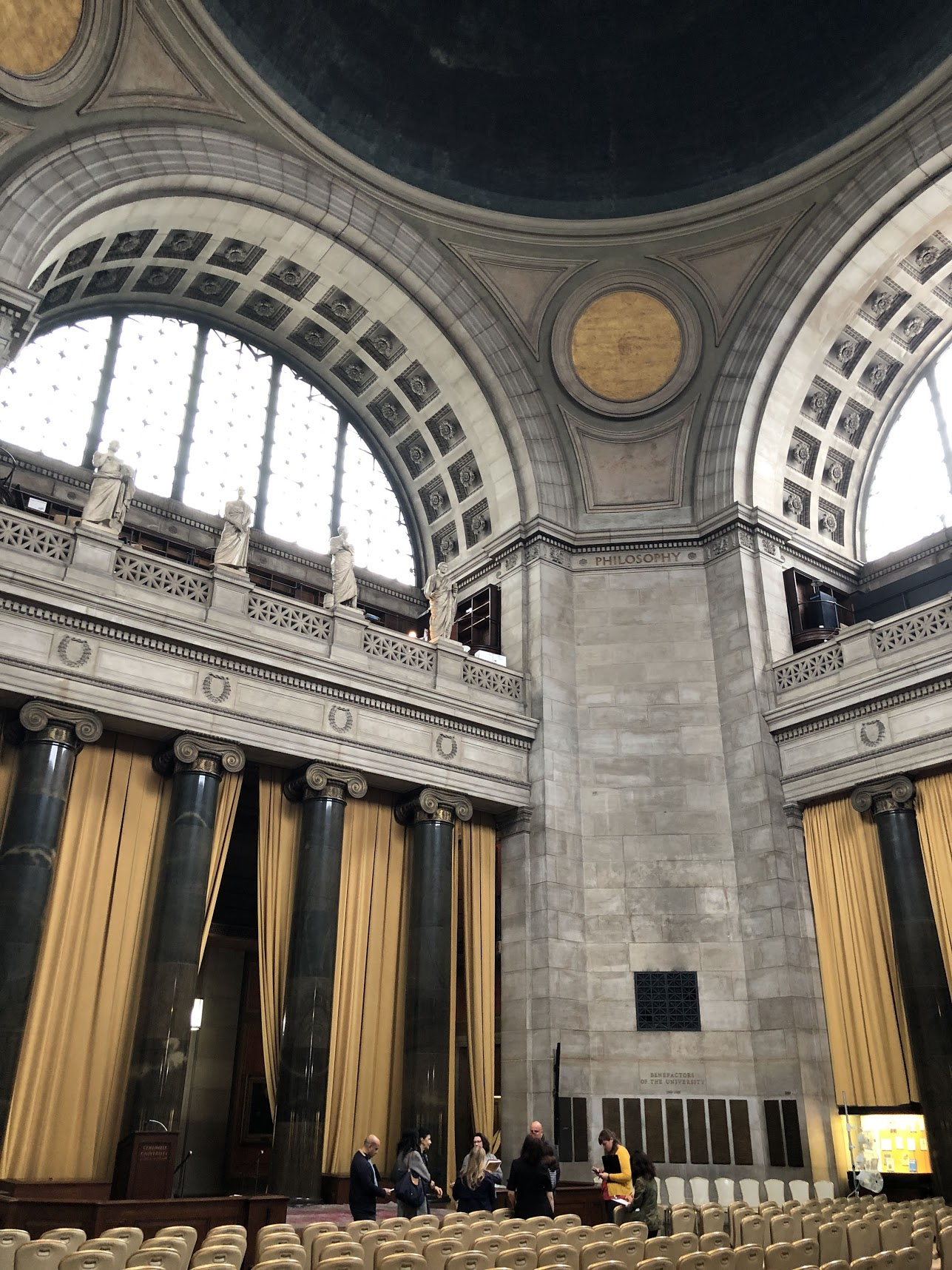
ロウ記念ホールの内部

アメリカを代表する世界的な研究教育拠点のひとつであり、主要な大学ランキングにおいて、法科大学院や公共政策大学院などの専門職大学院教育でも世界トップクラスの評価を得ている。ただし近年はデータ提出の不備などが理由で総合ランクは流動的になっている。（後述「批判・不祥事：ランキング不正」節参照）
総合
- 世界大学学術ランキング（ARWU）：第8位（2024年）[48]
- CWUR世界大学ランキング：第7位（2024年）[49]
- USニューズ・国内大学ランキング：第13位（2024年）[50]

- THE世界大学ランキング：第18位（2024年）[51]
- QS世界大学ランキング：第34位（2024年）[1]

経営大学院（ビジネス・スクール）
- ＦＴビジネス・スクール・ランキング: 第8位（2024年）[52]
- QSグローバルMBAランキング（米国内）: 第5位（2024年）[53]
- USニューズ　ベスト・ビジネス・スクール：第12位（2024年）[54]

法科大学院（ロー・スクール）
- THE世界大学ランキング（法学）（2024）：第4位[55]
- USニュース：Best Law School（2024）：第8位[56]

国際公共政策大学院
- USニュース：Best Public Affairs School（2024）：第1位[57]
- QS世界大学ランキング： Social Policy & Administration（2025年）：第14位[58]

教育大学院
- USニュース：Best Education School（2025）：第1位[59]

社会福祉大学院
- USニュース：Best Social Work School（2025）：第4位[60]

公衆衛生大学院
- USニュース: Best Public Health School(2025)：第5位[61]

学部課程
- Forbes America`s Top Colleges List（2022）：第5位[62]
- USニュース: Best Colleges Ranking (2025)：第13位[63]

## 財政
2023年の財政報告によると、上述の136億ドル（約2兆1000億円）の大学基金の投資運用によって4.7%のリターンを得た。
年間予算のうち31%が教員人件費および研究、24％が学生への財政支援に投じられている。また大学が所有する著作権の数は、2023年には世界第37位となった。

## 学部

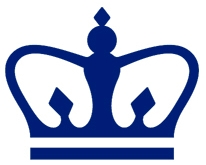
コロンビア大学のロゴ

コロンビア大学は、学士教育を行う3つのカレッジと大学院教育を行う13のスクールから構成され、全学で114の学科を置く。
- コロンビア・カレッジ（Columbia College、CC、1754年） - 人文系や自然科学系の57学部が属する[67]。学生数4962人（2023年）。
- コロンビア・エンジニアリング（The Fu Foundation School of Engineering and Applied Science、SEAS、1864年） - 4年制の工学系カレッジ。入学審査はコロンビア・カレッジと共通。応用数学、化学工学、計算機科学など9学部が属する[68]。学生数1754人 (2023年）。
- スクール・オブ・ジェネラル・スタディーズ （GS: School of General Studies、GS、1947年） - 第二次世界大戦帰還兵の再教育を目的として設立された[69]。高校卒業後に就職、兵役などを経てに再入学する学生が多く[16]、入学者の平均年齢は26歳（2017-18年）。決まった学部を持たず、学生は外国語、世界史、音楽、自然科学など80科目、1500のコースを組み合わせて履修する[70]。全日制の学生は約8割、仕事や育児などと両立しながら定時制で通学する学生は約2割[71]。留学生の割合は約2割[71]。学生数2988人（2023年）。

## 大学院

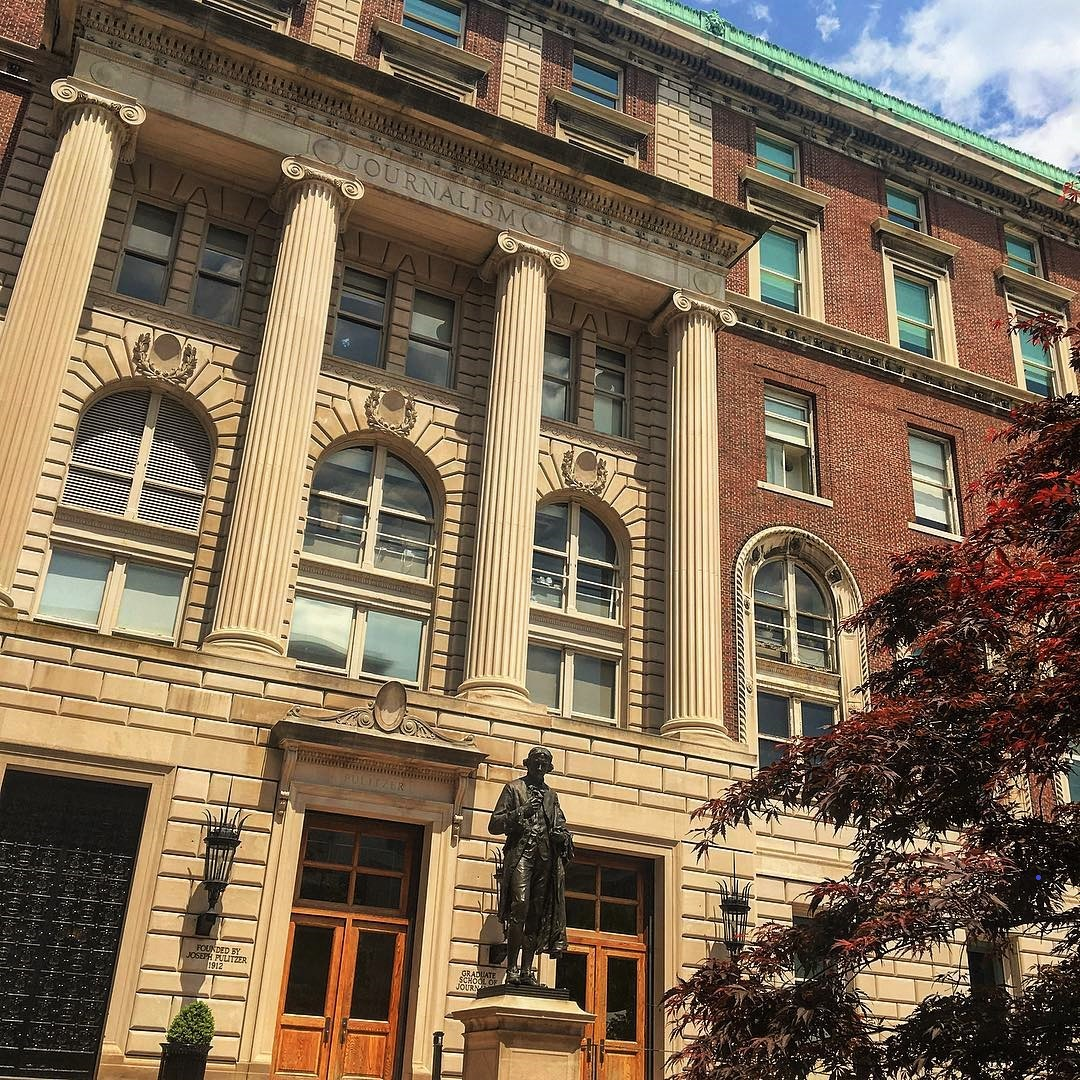
ジャーナリズム大学院

- ジャーナリズム大学院コロンビア大学ヴァジェロス医学校（VP&S：1767年設立）
- コロンビア・ロー・スクール（CLS：1858年設立、T14 (学校)メンバー校）
- コロンビア大学ジャーナリズム大学院（Columbia J-School：1912年設立）
- コロンビア・ビジネス・スクール（CBS：1916年設立、M7 (大学)メンバー校）
- 国際公共政策大学院（SIPA：1946年設立）（国際関係大学院協会会員、グローバル・パブリック・ポリシー・ネットワークメンバー校)
- コロンビア芸術大学院（SOA：1965年設立）
- 工学大学院（The Fu Foundation School of Engineering and Applied Science、Columbia Engineering、1864年創立）
- 文理大学院（Graduate School of Arts and Sciences、GSAS、1880年創立）
- 看護大学院（School of Nursing、1892年創立）
- 建築大学院（Graduate School of Architecture, Planning and Preservation、GSAPP、1896年創立）
- 社会福祉大学院（School of Social Work、1898年創立）
- 歯科大学院（College of Dental Medicine、1917年創立）
- 公衆衛生大学院（Mailman School of Public Health、1921年創立）
- 一般教育大学院（School of Professional Studies、2002年創立）
- 環境大学院 (Columbia Climate School、2020年創立)

## 提携機関・関連病院など

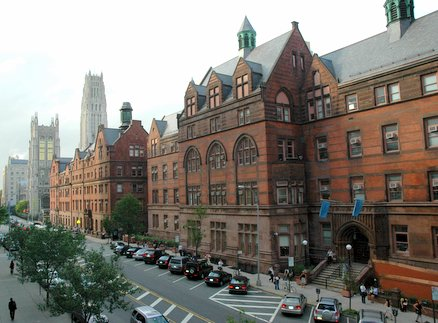
ティーチャーズ・カレッジ

- ティーチャーズ・カレッジ（Teachers College、1886年創立） - 全米最古かつ最大の教育学大学院。入試事務などは独立して行っているが、多くの授業や図書館の利用などが共有されコロンビア大学の教育学部の役割を果たしている[16]。国外からコロンビア大学へ着任した外国人研究員などの英語研修もここで行われる。
- バーナード・カレッジ（Barnard College、1889年創立） - 4年制女子大学。セブン・シスターズ加盟校。ティーチャーズ・カレッジと同じく独立した組織として学務を行う一方でコロンビア大学の正式な学部及び大学院としての機能を持っており[16]、ほとんどの学生はコロンビア大学の授業を聴講する。
- ユニオン神学校（Union Theological Seminary、1836年創立）
- ユダヤ教神学院（Jewish Theological Seminary、1886年創立）
- ジュリアード音楽院（The Julliard School、1905年創立）

### 研究機関
研究所（Research institute）ないし研究センターの名称をもつ研究組織を198個置く。このほか、大学に属する主な研究施設に以下の研究所がある。
- ドハティ地球観測所（Lamont-Doherty Earth Observatory） - ニューヨーク州パラセイズに所在する地球科学研究施設。1949年より稼働。プレート・テクトニクス理論の実証試験やエル・ニーニョ現象の観測などの重要な研究拠点。
- ニーブズ研究所（Nevis Laboratories） - ニューヨーク州アーヴィントンに位置する素粒子物理・原子物理学・天体物理学の研究施設。
- ゴダード宇宙科学研究所（Goddard Institute for Space Studies、GISS） - モーニングサイド・ハイツのキャンパス内に置かれたNASAと共同運営の研究施設。現在は気候変動の研究や予測が中心。

### 関連機関
- ニューヨーク・プレスビテリアン・コロンビア・コーネル大学病院（New York-Presbyterian Hospital-Columbia and Cornell） - コーネル大学医学部と共同運営の大学病院。USニューズが実施する病院ランキングでは、ニューヨーク地区で第1位・全米で第5位と高い評価を受けている [73]。ワシントン・ハイツ地区にあるメディカルセンター

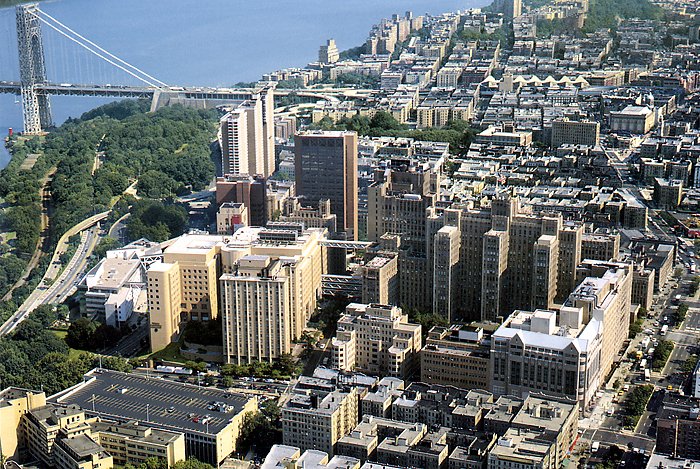
ワシントン・ハイツ地区にあるメディカルセンター

- ハーレム医療センター（Harlem Hospital Center） - ハーレム地区の医療施設として1897年に設立された。年間に8万3000件を超す緊急外来がある。
- コロンビア大学附属学校（The School at Columbia University） - 2003年に開校した幼稚園から中学までの一貫校で、大学教職員の子弟用に設立された。
- グローバルセンター（Columbia Global Centers） - 海外における研究・交流拠点としてアンマン、北京、パリ、ムンバイ、イスタンブール、ナイロビ、サンティアゴ、リオデジャネイロ、チュニスに開設。
- コロンビア大学出版（Columbia University Press） - 学術関係の書籍出版を目的として1893年に創立。1935年から『コロンビア百科事典（The Columbia Encyclopedia）』を刊行。現在は年間160タイトル前後の新刊を出版している[74]。

## キャンパス

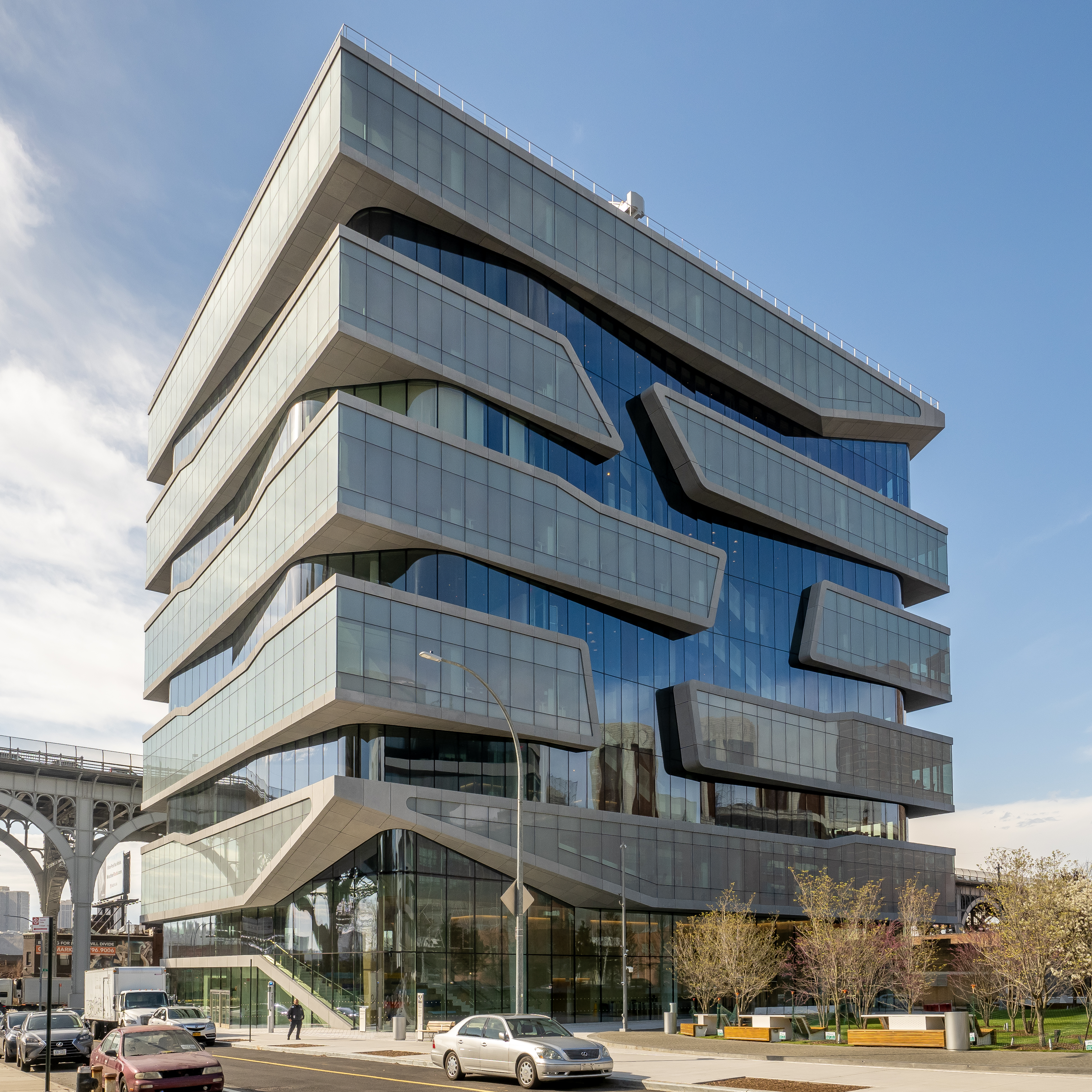
マンハッタンヴィルに新設されたコロンビア・ビジネス・スクール(CBS)新館

主要キャンパスは以下３つで、すべてマンハッタン島内ハドソン川沿いにある。2024年10月現在、イスラエルのガザ侵攻に抗議する学生集会（英語版）などで学内が混乱した経緯から、キャンパスへの立ち入りにはすべて事前登録が必要になっており、学外者の来校はきわめて困難になっている。
- モーニングサイド・ハイツ（メインキャンパス、14万平方ｍ）
- ワシントンハイツ（メディカル・センター、8万平方ｍ）
- マンハッタンヴィル（新設キャンパス、6万8000平方ｍ）

メインキャンパスの正門はブロードウェイ116丁目に位置する。そこから東西にキャンパスを横切るカレッジ・ウォークと呼ばれる並木道があり、この道を挟んで左右にロウ記念ホールとバトラー図書館（総合図書館）がある。
新古典主義様式のロウ記念ホール (Low Memorial Library) はキャンパスのほぼ中央に位置する巨大なドームで、卒業式や入学生の歓迎イベントもこの前の広場で行われる。このホールの正面に、大学のシンボルの一つアルマ・マーテル像がある。
メインキャンパスから通りをはさんで、ティーチャーズ・カレッジ（教育学部）とバーナード・カレッジが隣接する。大学所有の建物は70を超え、教職員、大学院生及びその家族用に所有するアパートの数は7,800戸に上る。
地下鉄で116丁目駅から１駅の位置にあるマンハッタンヴィル (Manhattanville) は2022年に工事が完了した新しいキャンパスで、主にビジネススクールやアートスクールの教育・研究棟が置かれている。
近隣にはグラント将軍の墓や、ゴシック様式のカテドラルとしては世界最大規模である聖ヨハネ大聖堂、さらには、世界最大のカリヨン（組み鐘）で知られるリバーサイド教会などがある。

## 歴史的建築物・モニュメント

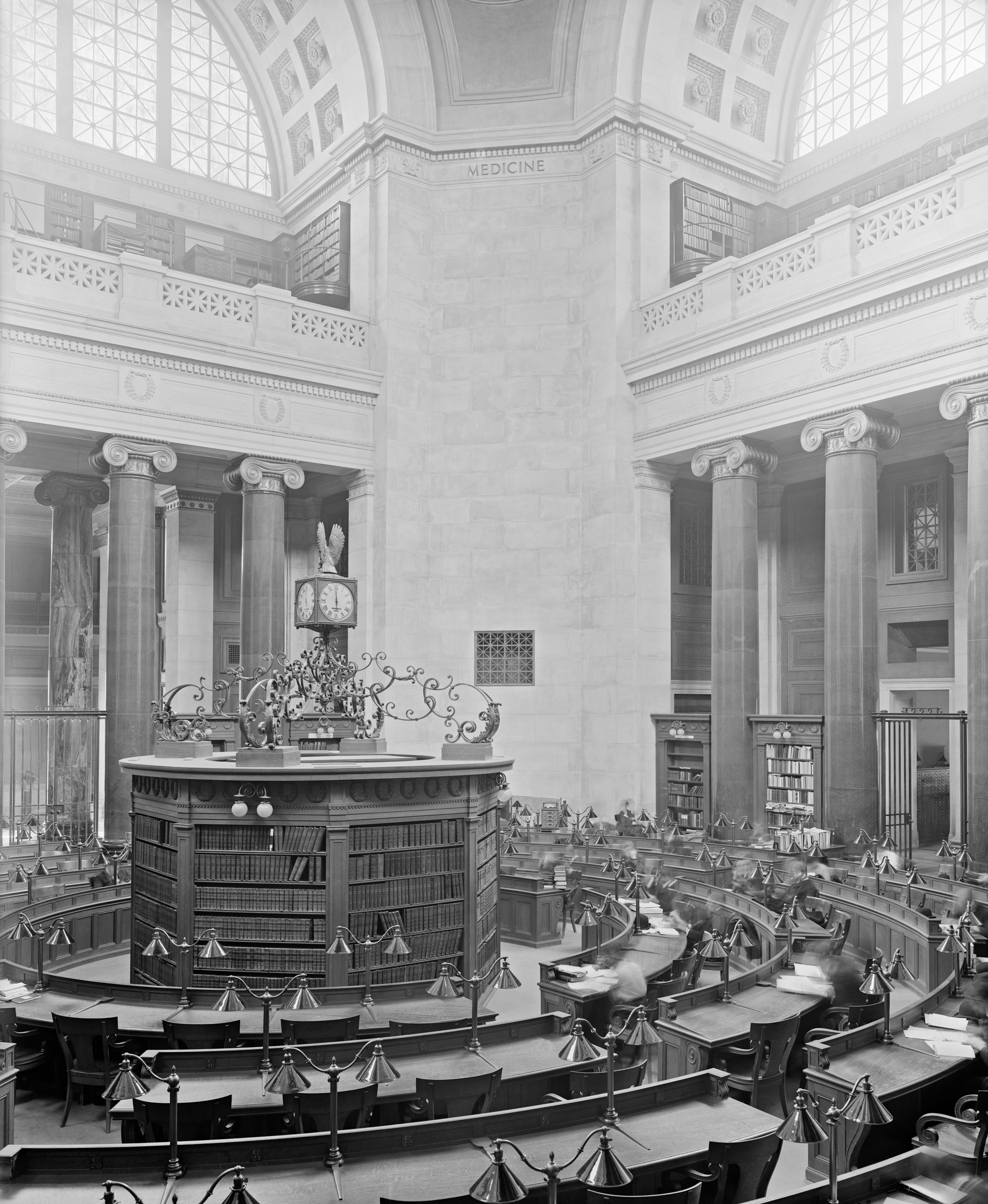
1900〜1910年頃、図書館として使われていたときのロウ記念ホール内部

- ロウ記念ホール (Low Memorial Library)

1895年完成。元学長セス・ロウ (Seth Low) を記念し、図書館として建てられた。現在はビジターセンターや要人訪問の際の式典会場としてのみ使われており図書館としての機能はないが、今でもキャンパスでは「ロウ・ライブラリー (Low Library)」と呼ばれている。総大理石造りのドームとして米国最大規模で、合衆国史跡に指定されている
- ピューピンホール (Pupin Hall)

1927年に竣工した建物で物理学科と天文学科が設置されている。1939年1月25日エンリコ・フェルミが米国初のウラニウム核分裂実験に成功し、その後のマンハッタン計画関連施設として1965年にアメリカ合衆国国定歴史建造物に、さらに翌年にアメリカ合衆国国家歴史登録財に指定された。ここで行われた研究等でこれまで10人がノーベル物理学賞を受賞している。
- アルマ・マーテル像 (Alma Mater statue)

1903年完成。台座を除く像の高さは2.5メートル。リンカーン記念館のリンカーン像やハーバード大学のジョン・ハーバード像も手がけたダニエル・チェスター・フレンチの制作で、ローマ神話の知恵と工芸を司るミネルヴァ神を模している。フレンチは多くの作品に「フクロウ」を隠したことでも知られており、この像でも衣の裏にフクロウのレリーフが隠されている。入学式で最初にこのフクロウを見つけた者がその学年の卒業生総代(Valedictorian)になるとの言い伝えがある。
- セントポール・チャペル (St.Paul's Chapel)　

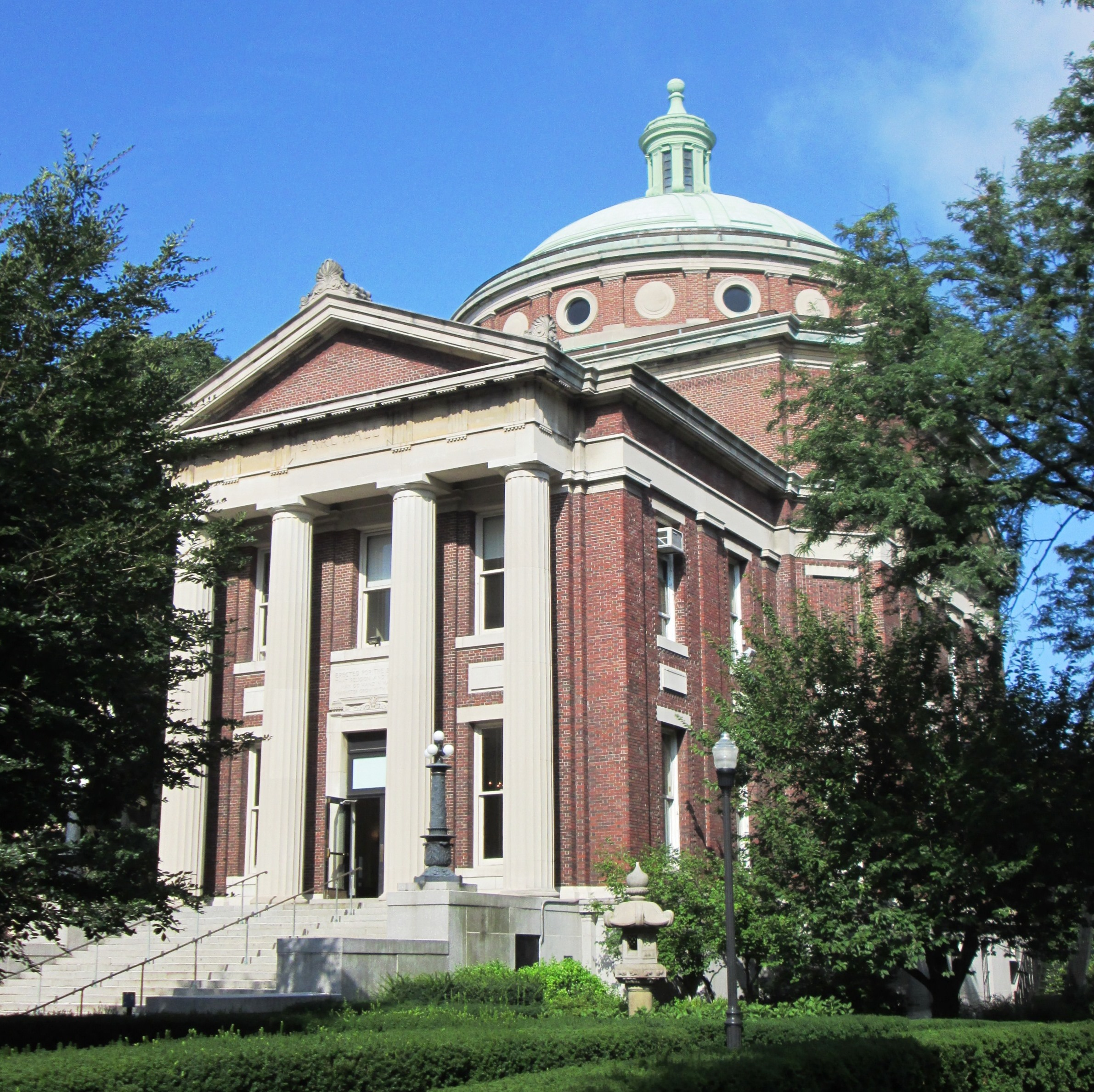
学外ゲストの講演会などに使われる講義室が設けられているアール・ホール。

ロウ記念ホールの西側に位置するチャペル。1907年に完成、1966年にニューヨーク市歴史建造物に指定されている。結婚式やミニコンサートにも使用されている。
- ミラー劇場 (Miller Theater)

1924年完成。700人収容のコンサート・ホールで、学生主催の各種イベント、学外音楽家のコンサートなどに使用される。米国内外で活躍する最先端の作曲家・演奏家を紹介する演奏会シリーズ「コンポーザー・ポートレイト」が大きな注目を集める。
- ケント・ホール (Kent Hall)

1910年完成。当初はロー・スクールの建物として使われていた。のち東アジア地域研究の拠点となり、現在は米国有数の東アジア専門図書館である「C・V・スター東アジア図書館」が入っている。日本文学研究のドナルド・キーンやエドワード・サイデンステッカーもここで研究に従事し、図書館閲覧室には二人のパネルが飾られている。

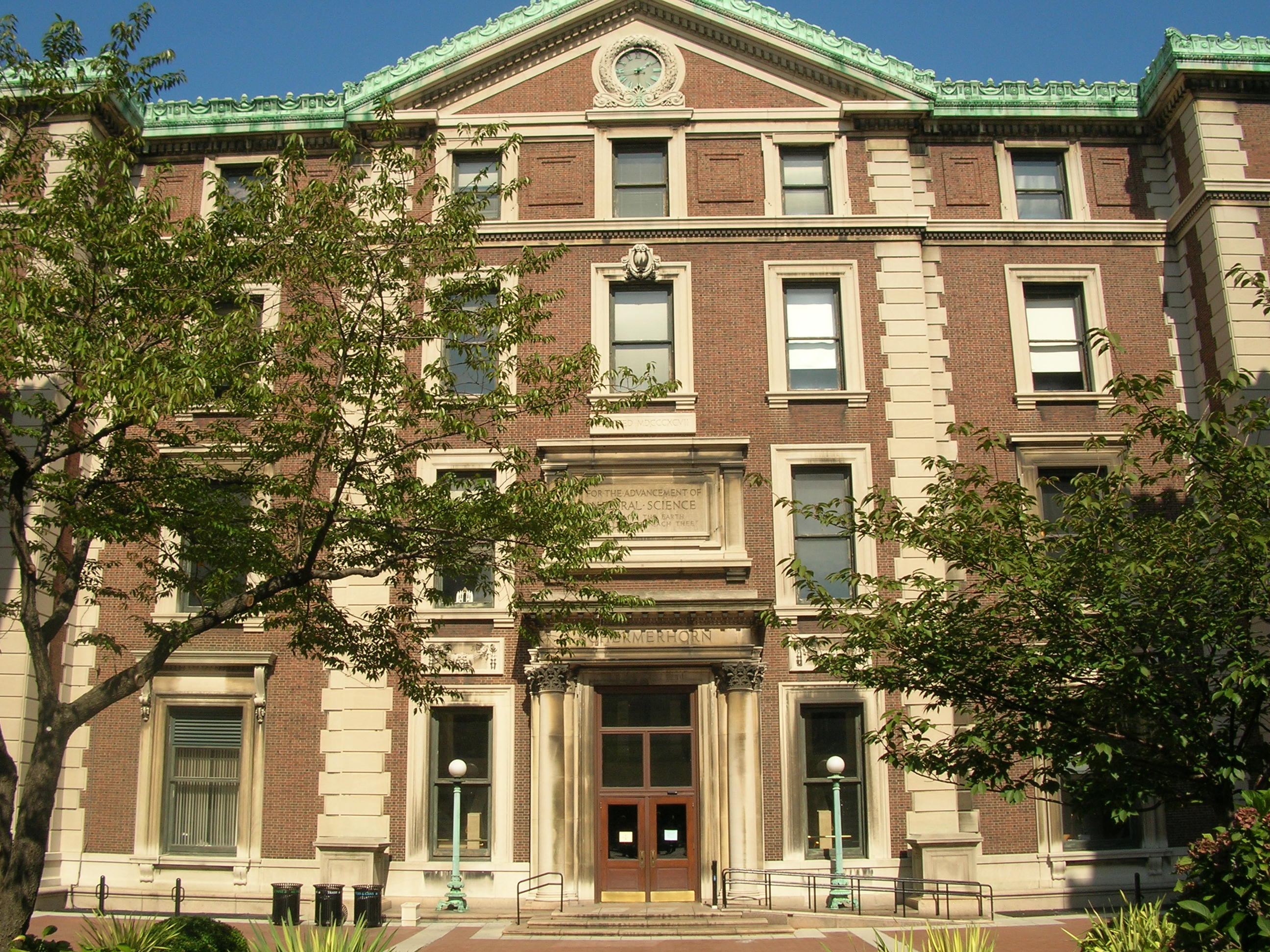
シェマーホーン・ホール

- シェマーホーン・ホール (Schermerhorn Hall)

現代遺伝子科学の基礎となる研究でノーベル医学賞（1933年）を受賞したトーマス・ハント・モーガンの研究室（「蝿の部屋 Fly Room」として有名）がある。彼の弟子および孫弟子のうち７人が後にノーベル医学賞を受賞している。また、ここは、フランツ・ボアズにより米国初の人類学科が1899年に設けられた場所でもある。
- ハヴマイヤー・ホール (Havemeyer Hall)

化学学科の建物で、ここで行われた研究により、これまで7人の教授がノーベル化学賞を受賞している。この中の309番教室は「大講義室 (Grand Lecture Hall)」と呼ばれる木造の階段教室（330席）で、多くの映画のシーンに登場している。

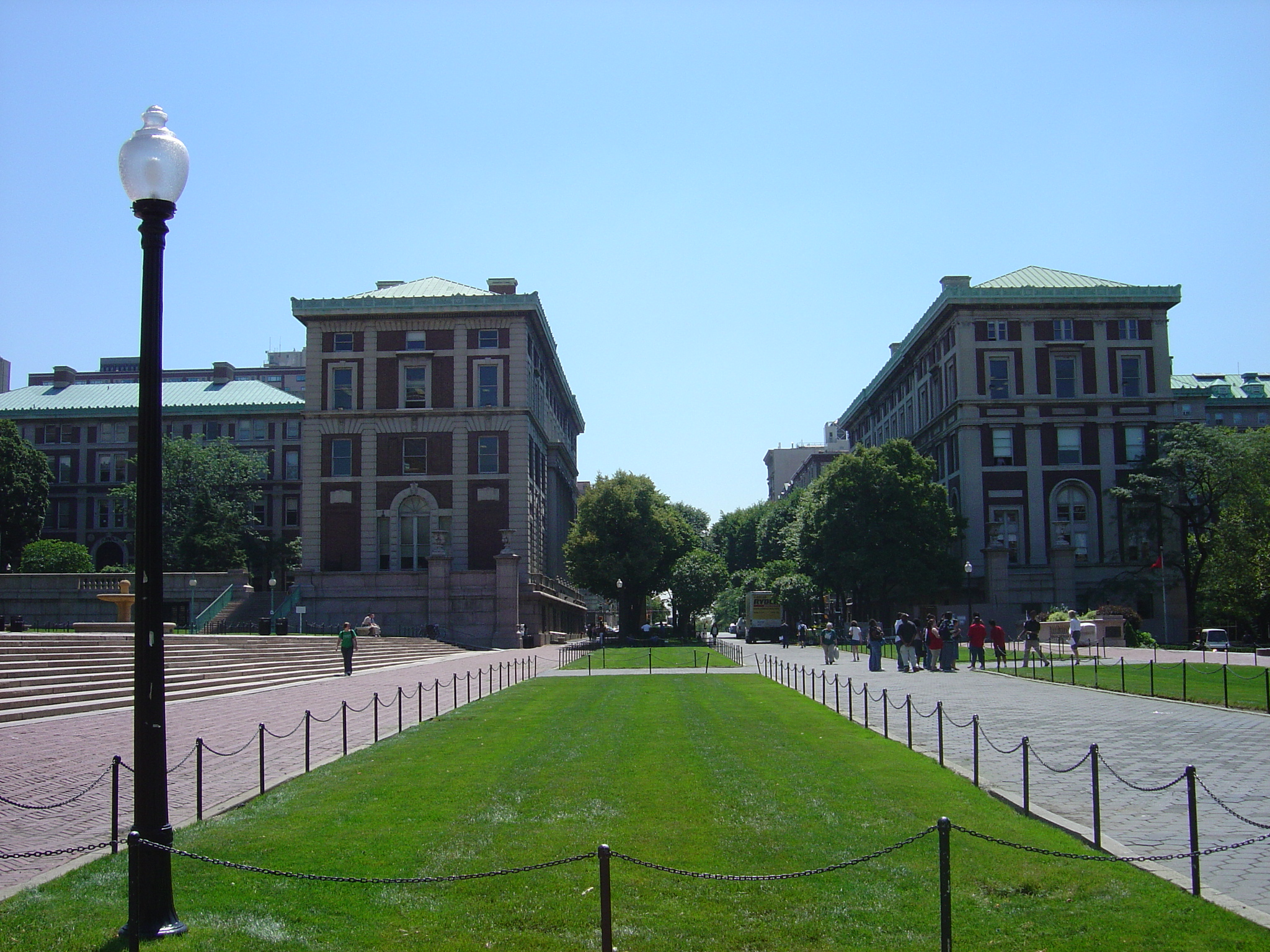
キャンパス中心部

- キャンパス中心部カーサ・イタリアーナ (Casa Italiana)

第二次大戦前にムッソリーニ政権による対外発信拠点として設けられた建物。ファシズムとの関係が批判され長く閉鎖されていたが、建築物としての美しさから1991年にイタリア政府が再購入契約を結び、大幅リフォームのうえ1996年に「イタリアン・アカデミー」の拠点として再オープンした。これもニューヨーク市歴史的建造物に指定されている。イタリアン・アカデミーは常勤の研究者を置かず、毎年20名程度の人文系研究者を各国から受け入れ、自由な研究の場を提供する活動を行っている。
- ブール・ホール (Buell Hall)

1897年完成。当初はスクール・オブ・ジェネラル・スタディーズやコロンビア大学出版会のオフィスとして使われていた。1977年以降はフランス政府の文化交流機関であるメゾン・フランセーズの主オフィスで、大学キャンパス内のフランス文化施設としては米国最古である。

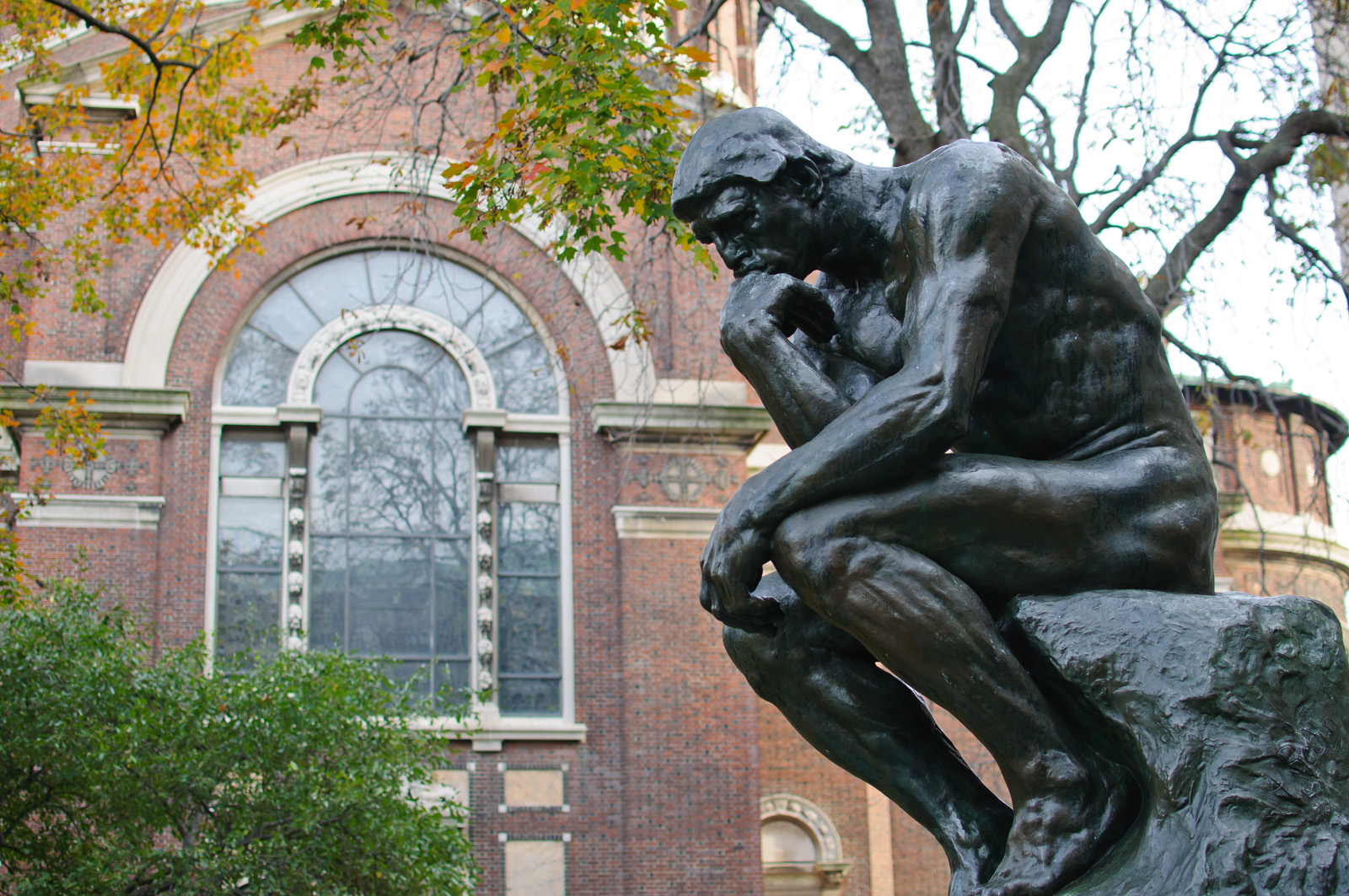
哲学科前に置かれたロダンの「考える人」像

- 数学ホール (Mathematics Hall)

数学科の建物で、応用数学に関する世界的な専門図書館が入っている。アンドレイ・オクーロフなど5人がここでフィールズ賞を受賞した（このうち日本人は広中平祐と森重文の二人）。建物が立っているのは1776年のハーレム・ハイツの戦いでジョージ・ワシントン率いる連帯がイギリス軍に勝利した場所でもあり、その記念碑がブロード・ウェイに面した建物の側面に埋め込まれている。
- フィロソフィー・ホール (Philosophy Hall)

1910年完成。当初は電子工学研究所があり、ここでエドウィン・アームストロングがFM放送の技術を開発したため合衆国史跡に指定されている。その後は哲学科・文学科の拠点となり、ジョン・デューイやエドワード・サイード、ガヤトリ・C・スピヴァクといった世界的な思想家・文学研究者がここで教壇に立っている。建物の前の中庭にオーギュスト・ロダンの銅像「考える人」が設置されている。

### 関連施設
- ベーカー・アスレチックス・コンプレックス (Baker Athletics Complex) ：マンハッタン最北部にある複合スポーツ施設[87]。ウィーン競技場（1万7000席）・サッカースタジアム（3,500席）のほかテニスコート、ボート・ハウスをもつ
- リード・ホール (Reid Hall)：フランス・パリのモンパルナス地区に置かれた分校。人文科学を中心とする研究拠点・渡欧する学生の滞在拠点として使われている。
- アーデン・ハウス (Arden House）：ニューヨーク州ハリマンにある国際会議場。主にビジネススクールの研修施設として使用されている。1966年に合衆国史跡に指定された。

## 図書館

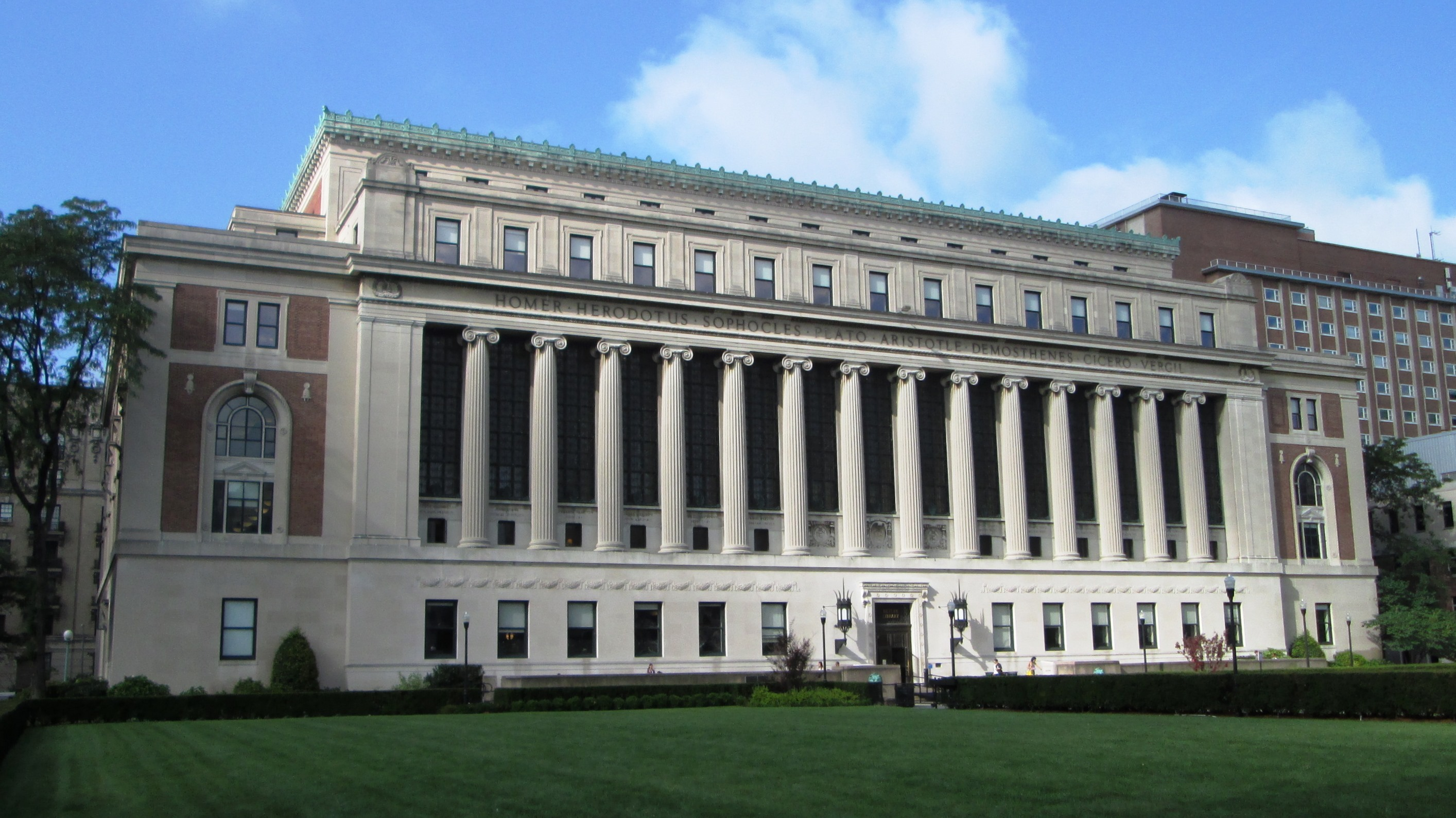
バトラー図書館外観。

図書館群全体の規模は米国有数で、22の図書館に1,344万冊、640万枚のマイクロフィルム、2,600万冊の原稿、10万本以上のビデオやDVD、20万件近い公文書等を有している。そのうち50万冊は館内閲覧のみの稀少本として所蔵されている。利用者数は年間300万人。
総合図書館であるバトラー図書館には200万冊超の蔵書をおさめ、館内に設置された書棚の幅は総延長280kmを超す。近年バトラー図書館は急速に電子化が進められ、キャンパス内外からアクセスできる「クリオ (Clio) 」という極めて強力な統合データベースを通じて約700万タイトルの電子書籍と、主要な学術誌の大半をダウンロードできるほか、電子化されていない書籍等はスタッフが電子化・送付するサービス（Scan&Deliver）を行っている。
2006年にノーベル文学賞を受賞したオルハン・パムクは、代表作の一つ『黒い本』をバトラー図書館の閲覧室で執筆している。
またエイヴリー建築芸術図書館 [英語版] は、蔵書数30万冊と同分野では米国最大の規模をもつ。ロー・スクール図書室は149言語の44万タイトルを所蔵、日本語の文献所蔵数では米国内の大学で最多である。C・V・スター東アジア図書館は東アジア関係専門の図書館としてはプリンストン大学図書館などと並んで米国最大規模。
他に生物学図書館、化学図書館、地質学図書館（Lamont–Doherty Earth Observatory）、物理学天文学図書館、数学科学図書館、リーマン社会科学図書館（コロンビア大学国際公共政策大学院）、ワトソン経済経営学図書館（コロンビア・ビジネス・スクール）などがある。

## 学生生活・卒業生像
米国でも入学が最難関の大学のひとつで、カレッジでは、2022年は6万374人の志願者に対して合格者2,255人、合格率は3.74%だった。
2024年時点の学費は、医学部をのぞく全学部平均で年間約7万4000ドル（約1090万円）。これに加えてニューヨーク市の中心部に位置することから生活費は国内の多くの大学と比べてもきわめて高く、家賃・教材購入など諸経費を合わせた1年間の支出総額は約9万3000ドル（約1370万円）前後とされている。
こうした学費高騰を背景に、優秀・多様な学生を確保するため学費補助・奨学金などの支援制度が充実している。入学希望者は経済的条件を確認する書類の提出が不要とされるほか、入学者の56％が学費補助を受けており、その多くは学費のほぼ全額が奨学金等でカバーされている。入学者の出身地は全米50州に散らばっており、16%は外国籍、また17%は家族の中で初めて大学に入学する生徒だった。
フルタイムの教職員数は4700名で、教員一人当たりの学生数は約6人。授業への参加学生数は平均して約20人を維持している。1919年から「コア・カリキュラム」と呼ばれる教養課程を全学生必修としていることが特徴で、文学史・美術史・世界史・自然科学の徹底した講義が行われるほか一部に楽器実習も取り入れられている。
マンハッタンの中心部に位置するため文化・スポーツ施設等へのアクセスが容易なことは、コロンビア大学の大きな特徴である。コロンビア大学の学生・教職員はメトロポリタン美術館やニューヨーク近代美術館（MOMA)など市内主要ミュージアムへ無料で入館できるほか、国連本部や各種報道機関・様々な企業と提携したインターンシップも約1000件を超す。
ジュリアード音楽院など学位交換の提携関係にある機関が国内に多数あるほか、カレッジの3年生を対象としたオックスフォード大学、ケンブリッジ大学への交換留学制度、語学研修を中心とした世界54カ国200機関との海外留学プログラムなどが設けられている。
地方・外国から入学した学部生の多くは大学側が周辺に提供する住宅（Columbia Housing）で暮らす。大学側が運営する食堂（Columbia Dining）があるほか、多くの図書館・ホールにカフェ（Blue Java Coffeeなど）が入る。学用品や教科書の購入には、キャンパス内でバーンズ&ノーブルの公式ブックストア (Columbia Official Bookstore）や、提携する近隣書店 (Book Culture）が利用されている。

### 卒業生像
卒業生のうち保有資産が3000万ドル（約46億円）を超える富裕層は、2022年の時点で約5500人で、国内の大学としては第4位。世界で最も富裕な400人をリストアップしたフォーブズ誌の「Forbes 400」ランキングには、コロンビアの卒業生が2022年の時点で7人含まれ、米国内の大学としては第7位タイだった。

## 出来事・批判・不祥事

### トランプ政権との関わり
2025年1月に第二次トランプ政権が発足すると、アメリカ国内の名門校に政府からさまざまな圧力が加わるようになった。前年24年にイスラエルに対する抗議活動の中心地となったコロンビア大学がまず対象となり、トランプ政権は「ユダヤ人学生への嫌がらせに大学側が対応していない」と主張して、合計約４億ドルにのぼる助成金や大学との契約などを取り消すと発表。さらに中東研究などの学部を監督する担当者を置くことなど９項目の要求を出した。
大学執行部は大筋でこれに応じ、中東関連の教育研究内容の見直しなどをすすめる幹部の設置や、キャンパス内でのデモ参加者を排除・拘束できる権限を警備員に与えることなどを発表した。この対応は、政権側の要求を拒否して直ちに提訴したハーバード大学などと比べて、「政権に屈服した」と受け止められ、内外から批判が高まった。しかし大学側は姿勢を変えず、2025年3月以降、大学の寮へ移民当局が捜索に立ち入ったり、図書館内での抗議活動に警察が出動し約80人が逮捕される事態も起きている。
以前は近隣住民などが散歩などで自由に出入りしていたキャンパスは、抗議活動の活発化以後は身元確認が徹底され事前申請が必要になっていたが、大学側が政権の要求を受け入れて以降は、申請が認められないことも増えたという。
同年7月には、大学が政権側に約2億2000万ドル（約320億円）の罰金支払いを行うことで一連の紛争を解決すると発表した。政権側は歓迎する声明を出したが、一部の教員はこの措置に反発して講義予定を中止した。

### 2023年パレスチナ・イスラエル戦争抗議活動
2024年4月、イスラエルによるガザ地区攻撃に抗議して学生らが構内でテントを設置、学部長室があるハミルトンホールを占拠して大学側にイスラエル軍関連企業との断絶などを求めた。大学側は要求をしりぞけ、テントの設置開始から１４日後に武装したニューヨーク市警らによる構内突入を許可した。この突入によってテント設置や学生らの籠城は解散させられたが、結果的に100数十名の逮捕者が出る事態となった。またこの間すべての授業をリモートで行われた。当時のネマト・シャフィク学長は「コロンビア大学とは無関係の人物がキャンパスで、自分たちの目的を追求している」とデモ参加者を批判した。
これに対してデモ主催者側は、大半の参加者がコロンビア学生であり、平穏に行われていた抗議活動を学長が警察の武力で解散させたと強く非難した。また同大学の教職員ら数百人も、学内といっさい協議せず警察の突入を許した学長の対応をきびしく批判し、米国大学教授会として学長を含むコロンビア大学執行部に対して不信任投票を発議した。また理事会メンバーの数人が抗議活動を行う学生らを中傷するメールを理事会に送っていたことが報道され、激しい批判を浴びて辞任している。
こうした混乱の責任を取る形で、シャフィク学長は同年8月14日に退任を発表した。

### ランキング不正疑惑
上述のとおりコロンビア大学は世界の主要な大学ランキングにおいてつねに上位を占めてきたが、2022年、コロンビア大学数学科のマイケル・テデウス教授が、学生と教職員数の割合などについて大学側が不正確なデータを提出し意図的にランキングを操作していると告発した。
大学の首脳陣は大筋でこれを認め、この年は米誌USニューズ＆ワールド・レポートへ情報を提出しないと表明していたが、同誌はこれを受け入れず、コロンビア大学のランキング順位を前年の総合2位から18位に転落させた。
このデータ不正について、発覚当時コロンビア大学の副学長だったメアリー・ボイス（Mary C. Boyce）は、「事前の報告に不備があったことを深く反省している」と述べた。一方、コロンビア大学のある教授は「そもそも大学を順位付けすることに無理がある」と問題提起している。ランキングを過度に重視するアメリカの大学の風潮については、近年疑問視する声が国内で上がるようになってきたが（英語版）、この事件は名門大学によるデータ操作が疑われたケースとして社会的な注目を集めた。
一方で、これらの報道がひとつの契機となって、コロンビアのロー・スクールは2023年に大学ランキングの扱いを再検討し、USニューズ誌のランキングそのものへの参加を見送ると発表した。他の大学もこれに同調し、同2023年にはロースクール上位5校のうち4校が大学ランキングに参加しないと表明した（イェール、スタンフォード、ハーバード）。また医学部でもデューク大学やジョンズ・ホプキンス大学などトップ13校が撤退を表明している。

### セクハラ訴訟
2017年、歴史専攻の博士課程に所属する女性が、同専攻の70代教授から執拗なセクシャルハラスメントを受けたとして大学側と教授を相手取って訴訟を起こした。女性側の弁護士によると、女性は大学窓口へ繰りかえし被害を申し立てたが、大学側は対策を取らず放置していた。訴訟が地元紙などで大きく報道されたのち、大学は教授を解雇した。

### 強制わいせつ事件
附属病院の婦人科に勤務するロバート・ハッデン医師が、長期にわたって患者の女性にわいせつ行為を行っていたことが発覚して2020年に逮捕・起訴された。被害者として訴訟を起こした女性の中に、大統領候補として出馬したアンドリュー・ヤンの妻など著名人が含まれていたことなどから大きな注目を集める事件となった。さらに裁判の過程で被害を訴える女性の数は膨れ上がり、最終的にコロンビア大学側が150人の被害者女性に対して支払った損害賠償額は1億6500万ドルに上った。ハッデン医師は2023年に20年の懲役刑を言い渡されている。

## 課外活動

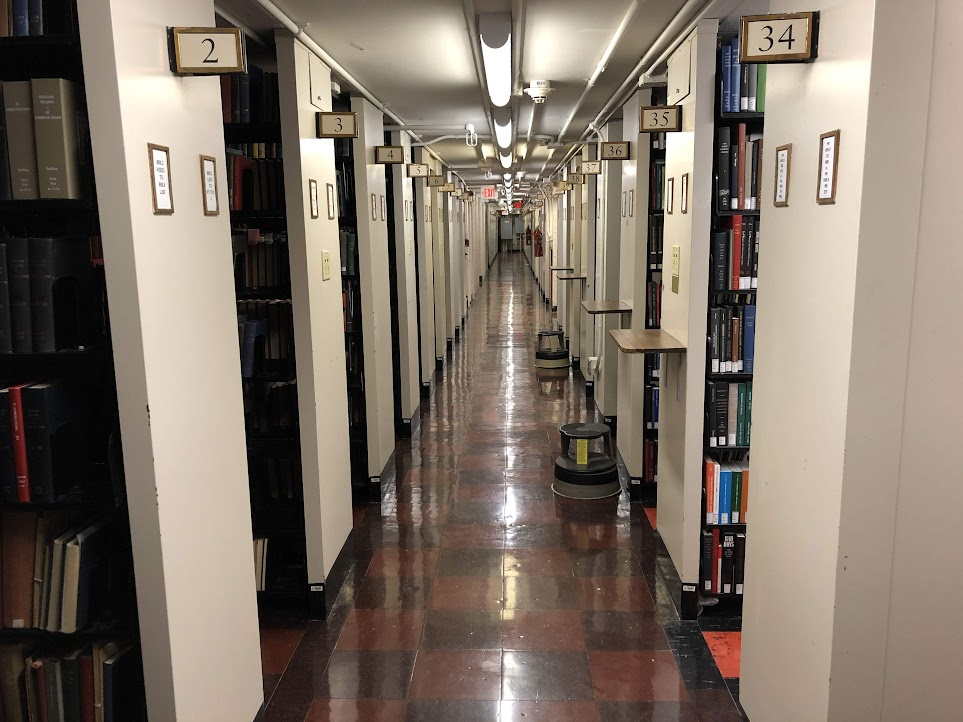
バトラー図書館の閉架書庫内。閉架だが一部に設けられた閲覧席は一般学生の学習用としても使われる。

### 学生運営の新聞・雑誌等
- コロンビア・デイリー・スペクテイター（Columbia Daily Spectator）：米国で2番目に古い学生新聞。学期期間中はキャンパス各所で無料配布される。教授陣のセクハラ実態を調査するといった記事で主要メディアの注目を集めることも多い。近年は学生の人種・性別ダイバーシティ推進を訴える記事に力を入れている。
- コロンビア・レビュー (Columbia Review)：米国で最も古い学部生運営の文学評論誌。
- コロンビア・ロー・レビュー (Columbia Law Review)：購読数（全米3位）、引用数（全米2位）
- WKCR（学生FMラジオ局）：世界最古のFMラジオ局。
- CTV：米国で2番目に古い学生TVステーション。

### 主なクラブ活動
ヴァーシティ・ショー (The Varsity Show)：毎年開催される学生制作のミュージカルショーで、最も伝統のあるサークル（1894年創設）の一つ。リチャード・ロジャース、オスカー・ハマースタイン2世、ロレンツ・ハート、ハーマン・ウォークなどのブロードウェイ・ミュージカルで活躍した著名作曲家、作詞家、劇作家を輩出している。
- コロンビア大学オーケストラ (The Columbia University Orchestra)：1896年創設の学生オーケストラで、継続して活動している大学オーケストラとしては全米最古。
- コロンビア模擬国連 (Columbia Model United Nations in New York)：架空の国際危機を想定して、国連会議をシミュレーションするイベント。毎年、キャンパスで開催される。

## スポーツ

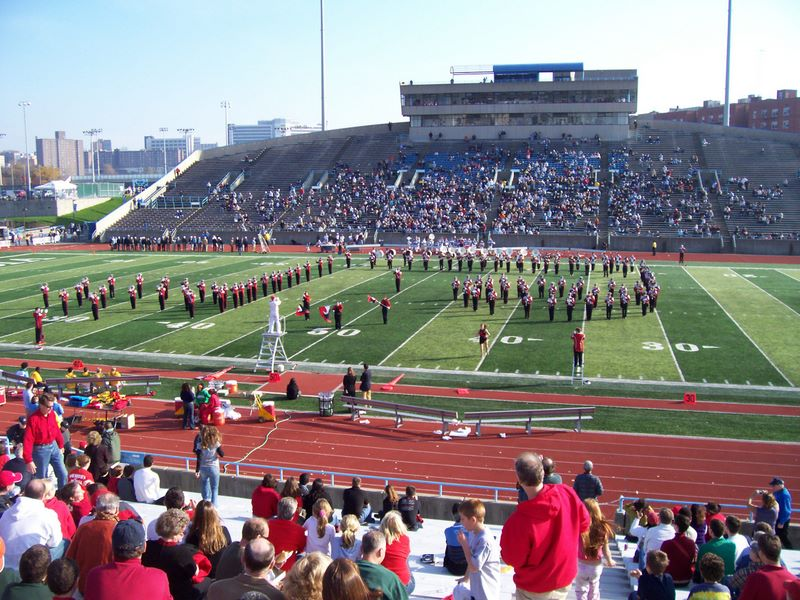
ウィーン競技場（Lawrence A.Wien Stadium）

正規チーム数（31）・同好会チーム数（30）。正規チームはすべて「コロンビア・ライオンズ」の名称を冠する。2006年度に年間のアイビー・リーグ優勝数としては最多記録の5種目を達成した。（フェンシング男女、テニス男子、サッカー女子、ゴルフ女子）
- ボート部：1878年に英国以外の大学として最初にヘンリー・ロイヤル・レガッタで優勝した。
- レスリング部：米国初の大学レスリング部。
- アメリカン・フットボール部：米国で3番目に大学間試合に参加、最初の対戦相手は、ラトガース大学。1934年のローズ・ボウルではスタンフォード大学に勝って優勝している。アメリカ・フットボール殿堂メンバーを何人も輩出したが近年は低迷している。伝統的にコーネル大学とライバル関係にあり、同校との対戦は「エンパイア・ステート・ボウル」と呼ばれて両校関係者の注目を集める[134]。ホームグラウンドはマンハッタン最北部にあるウィーン競技場。
- フェンシング部：全米クラスのチームを有する。NCAA優勝（26回、44種目）、Ivy League優勝（リーグ最多の男子32回、女子7回）
- サッカー部：アイビー・リーグ戦で優勝（男子はリーグ3位の9回）

著名なスポーツ選手

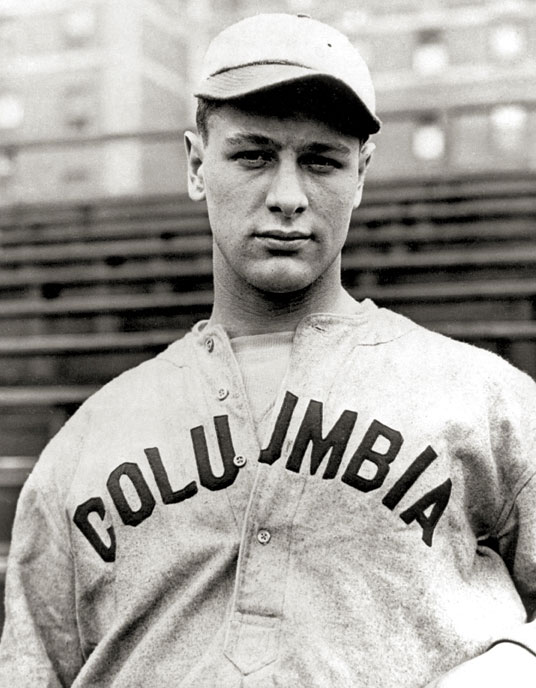
ルー・ゲーリッグ

- これまでに、45人（2012年現在）がオリンピックに出場（うち23人がフェンシング）、うち13人が26個のメダルを獲得（フェンシング5・水泳14・ボート2・陸上3・体操1・スケート1）。プロスポーツでは、NFL＝アメリカン・フットボール33人、MLB＝野球21人、NBA＝バスケットボール6人を輩出。
- ジェニー・トンプソン（水泳選手として4回連続オリンピック出場、女子最多の金メダル8個、銀メダル3個、銅メダル1個獲得）
- クリスティナ・トイシャー（College卒、2000年）:水泳（自由形）選手として、2回連続オリンピック出場。金メダル（1996年）と銅メダル（2000年）を獲得。全米で最も優れた大学女子スポーツ選手に与えられるHonda-Broderick Cupをアイビーリーグで初めて受賞（2000年）
- カリン・デイビーズ（女子ボート選手として、2012年ロンドン（金）、2008年北京（金）、2004年アテネ（銀）を獲得）
- マーカス・ハーリー（1904年セントルイスオリンピックで、自転車競技5種目で金4個、銅1個を獲得、バスケチームのキャプテンとしても全米大学選手権で優勝を果した）
- トレント・ダイマス（GS卒）：男子体操選手として、1992年に鞍馬で金メダル獲得。
- ステフェン・マクノウスキー（男子カヌー選手として、1948年のロンドン大会で、金と銀メダル獲得）
- ベンジャミン・スポック（医学部を首席で卒業、1929年）：ボート選手として、1924年のパリ大会で金メダル獲得。
- ジャック・メディカ（1936年ベルリンオリンピックで競泳選手として金1個、銀2個を獲得）
- マキシー・ロング（1900年のパリ大会で、陸上男子400メートル競走で金メダル獲得）
- アレン・スタック（男子水泳で金メダル獲得）
- ハリー・バブコック（ストックホルム大会、棒高跳びで金メダル獲得）
- ジェイ・グールド2世（ロンドン大会、テニスで金メダル獲得）
- ティモシー・ゲーブル（2002年ソルトレイクシティオリンピック男子シングル銅メダリスト。1998年、史上初めて4回転サルコウに成功した。）

アメリカ野球殿堂
- モンテ・ウォード：ニューヨーク・ジャイアンツ。投手として150勝、歴史上2人目の完全試合達成。選手組合結成に貢献。
- エディ・コリンズ：フィラデルフィア・アスレチックス、シカゴ・ホワイトソックス。現役25年で3300安打以上。通算犠打記録保持者
- ルー・ゲーリッグ：ニューヨーク・ヤンキース。連続試合出場2130回は50年間記録を維持した。グランドスラム23回は未だに破られていない。彼の功績を讃え、MLBがルー・ゲーリッグ賞を創設した。

## 伝統行事
- ファーストイヤー・マーチ (First Year March)

新入生のオリエンテーション期間中の行事の一つで、学生会館 (Lerner Hall) の裏口から一旦キャンパスの外に出てブロードウェイ116丁目の正門から再びキャンパスに入ることにより、「正式」にコロンビア生となる儀式。
- ネイキッド・ラン (Naked Run)

毎年10月、運動部のイニシエーション儀式に一般学生が参加して「獅子よ吠えろ (Roar Lion Roar)」という運動部の応援歌を歌いながら裸でキャンパスを一周する行事。

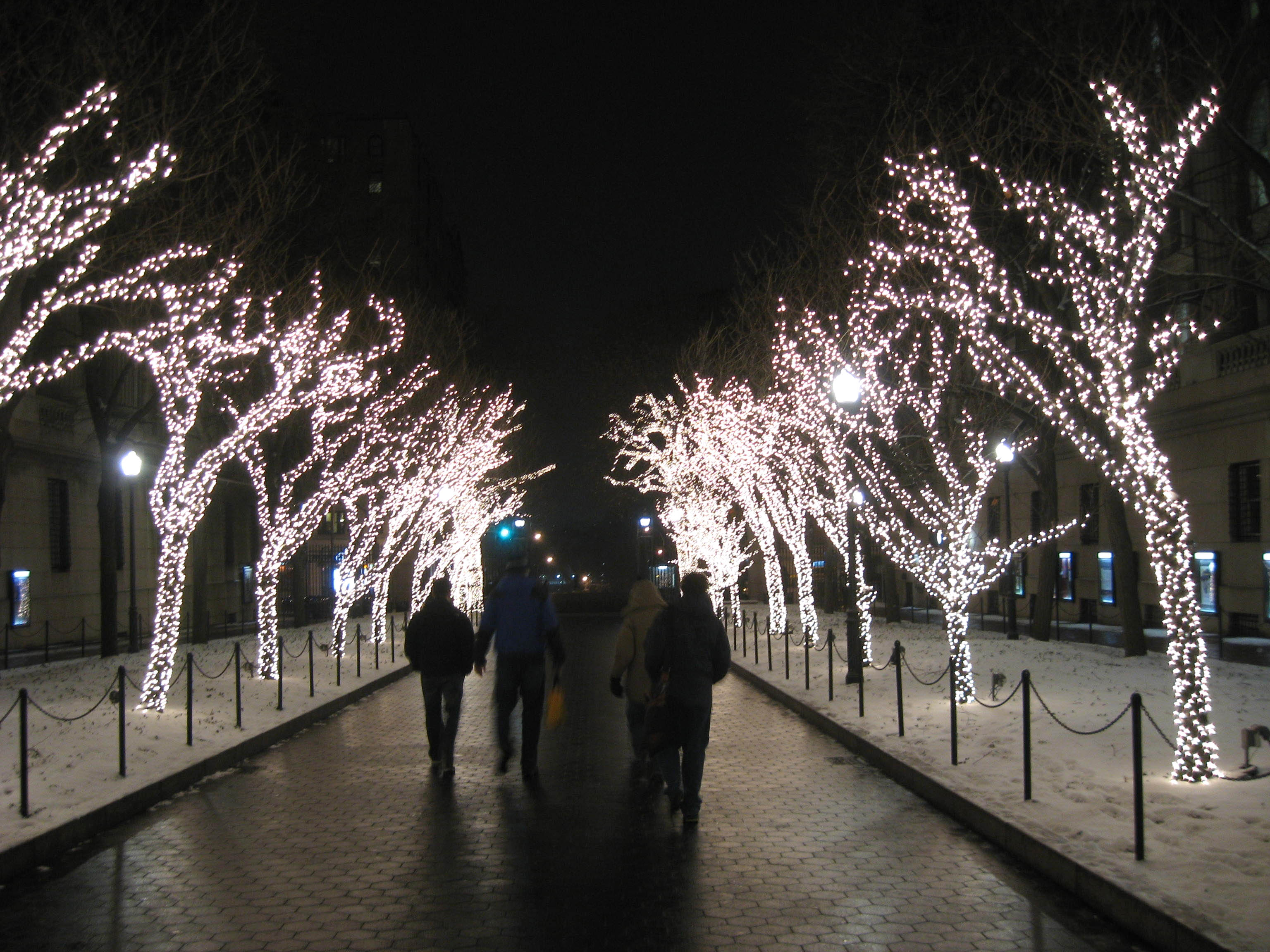
冬季に点灯されたキャンパス中心部の並木

- プライマル・スクリーム (Primal Scream)

各学期の期末試験中の日曜日の夜中12時にストレス発散で学生が寮の窓からキャンパスに向かって大声で叫び声を上げる伝統行事。同様の伝統は、ハーバード大学、コーネル大学、スタンフォード大学等にもある。
- ユール・ログ・セレモニー (Yule Log Ceremony)

独立戦争前から始まったとされる伝統儀式で、クリスマスシーズンに軍服を着た学生の一群がキャンパス中央の日時計からジョン・ジェイ・ホールのラウンジ内の暖炉まで薪を運び、クリスマスキャロルの歌声の中で、薪に火をつける。その際、カレッジ卒業生であるクレメント・クラーク・ムーアの詩が朗読される。
- オルゴ・ナイト (Orgo Night)

有機化学（Organic Chemistry）の試験の前日の夜、総合図書館 (Butler Library) で真面目に試験勉強をしている学生の邪魔をする目的で、30分間、大学マーチング・バンドが騒音を立てたり、大声で大学関連のジョークを披露する。その後バンドは学部生寮に向かい、最後にバーナード・カレッジの寮の下で、紙くずや水の入った風船の雨を浴びる。
- ジョイス・キルマー記念「最悪の詩人」コンテスト (Joyce Kilmer Memorial Annual Bad Poetry Contest)

1908年卒の詩人ジョイス・キルマーに因んで、詩歌文芸クラブ（The Philolexian Society) が主催する詩の朗読コンテスト。最もウィットに溢れかつ最悪の詩の作者に対して桂冠詩人の称号が与えられる。
- カレッジ・ウォーク点灯式 (Tree-Lighting Ceremony)

1998年から始まった新しい行事で、12月初旬、期末試験が始まる直前の週に、キャンパス中央の並木道（カレッジ・ウォーク）に飾られたデコレーションライトを点灯する儀式。キャンパス中央の日時計に学生が集まり、複数のアカペラ・コーラス・グループのパフォーマンスと学長や来賓のスピーチを聞く。ココアが無料で振る舞われる。ライトは2月28日まで点灯される。
- ホーム・カミング (Home Coming)

学部主催の卒業生の同窓会で卒業後5年ごとに開かれる。その際アメフトの試合を観るのが慣例となっており、通常、対戦相手はプリンストン・タイガースである。コロンビア大学マーチング・バンドは、ライオンズがタッチダウンする度に運動部の応援歌「獅子よ吠えろ (Roar, Lion, Roar)」を演奏する。ハーフタイムでは卒業生が全員起立して校歌「憂いはなし (Sans Souci)」を斉唱する

## エピソード
卒業生・教員
- 元国務長官のヒラリー・クリントンは、コロンビア大学国際公共政策大学院の客員教員として2023年から授業を担当している[136]。ひとり娘のチェルシー・クリントンはコロンビア大学公衆衛生大学院で修士号を取得した。
- ジョン・F・ケネディ元大統領の長女で駐日アメリカ合衆国大使を務めたキャロライン・ケネディ、アル・ゴア元副大統領の長女カレーナ・ゴア（英語版）、ジョー・バイデン大統領の孫娘ナオミ・バイデンは、いずれも弁護士でコロンビア・ロー・スクール出身である。アル・ゴア元副大統領は退任後、コロンビア大学ジャーナリズム大学院客員教授などを務めた。
- 連邦最高裁のリベラル派判事として知られ2020年に死去したルース・ベイダー・ギンズバーグはコロンビア・ロー・スクールの出身。娘のジェーン・ギンズバーグ（英語版）もコロンビアに学んで法律家となり、現在は同大ロースクールの教壇に立っている[137]。
- ナチスの迫害を逃れてアメリカへ亡命した物理学者レオ・シラードは、エンリコ・フェルミらとともにコロンビア大学に籍を置き、原爆を開発するマンハッタン計画を指揮した[138][139]。アメリカ合衆国の10ドル紙幣。キングズ・カレッジ時代の卒業生アレクサンダー・ハミルトンの肖像が描かれている。

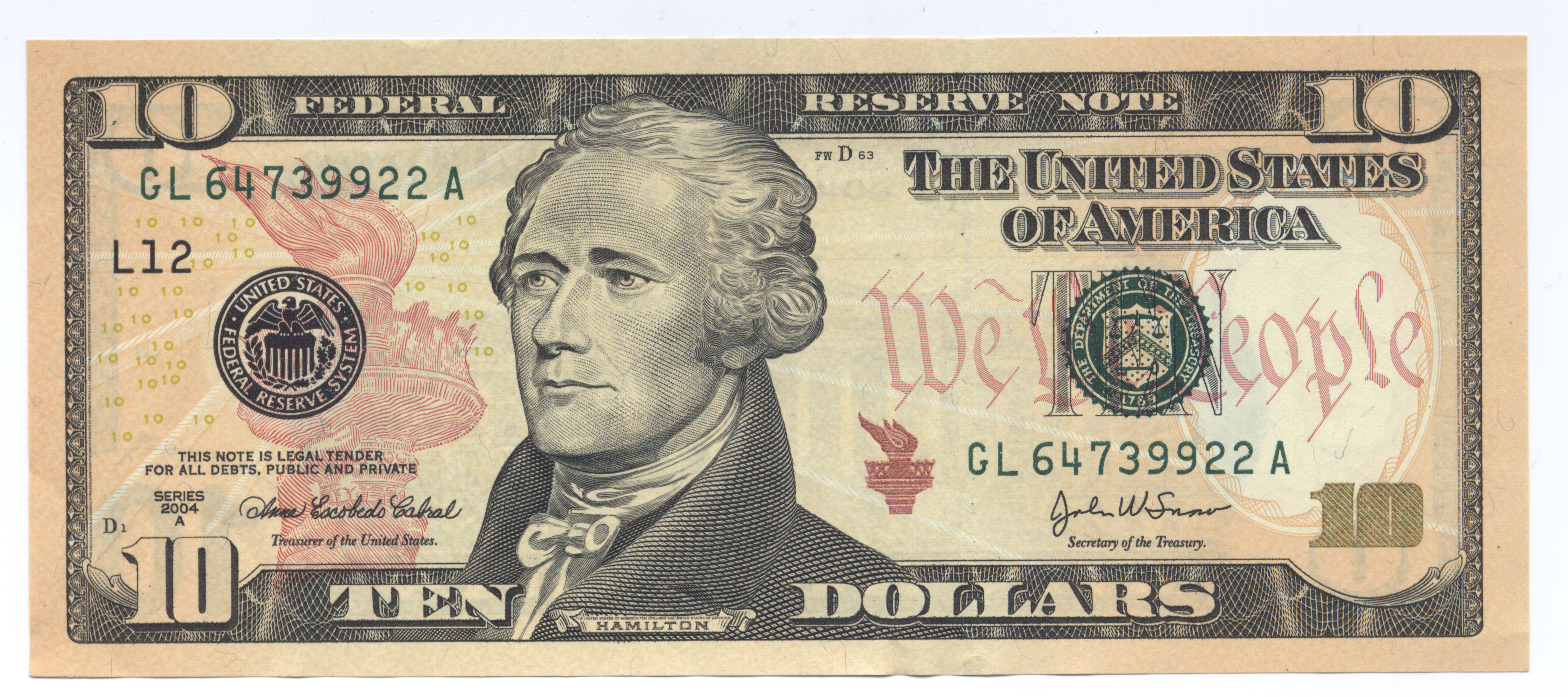
アメリカ合衆国の10ドル紙幣。キングズ・カレッジ時代の卒業生アレクサンダー・ハミルトンの肖像が描かれている。

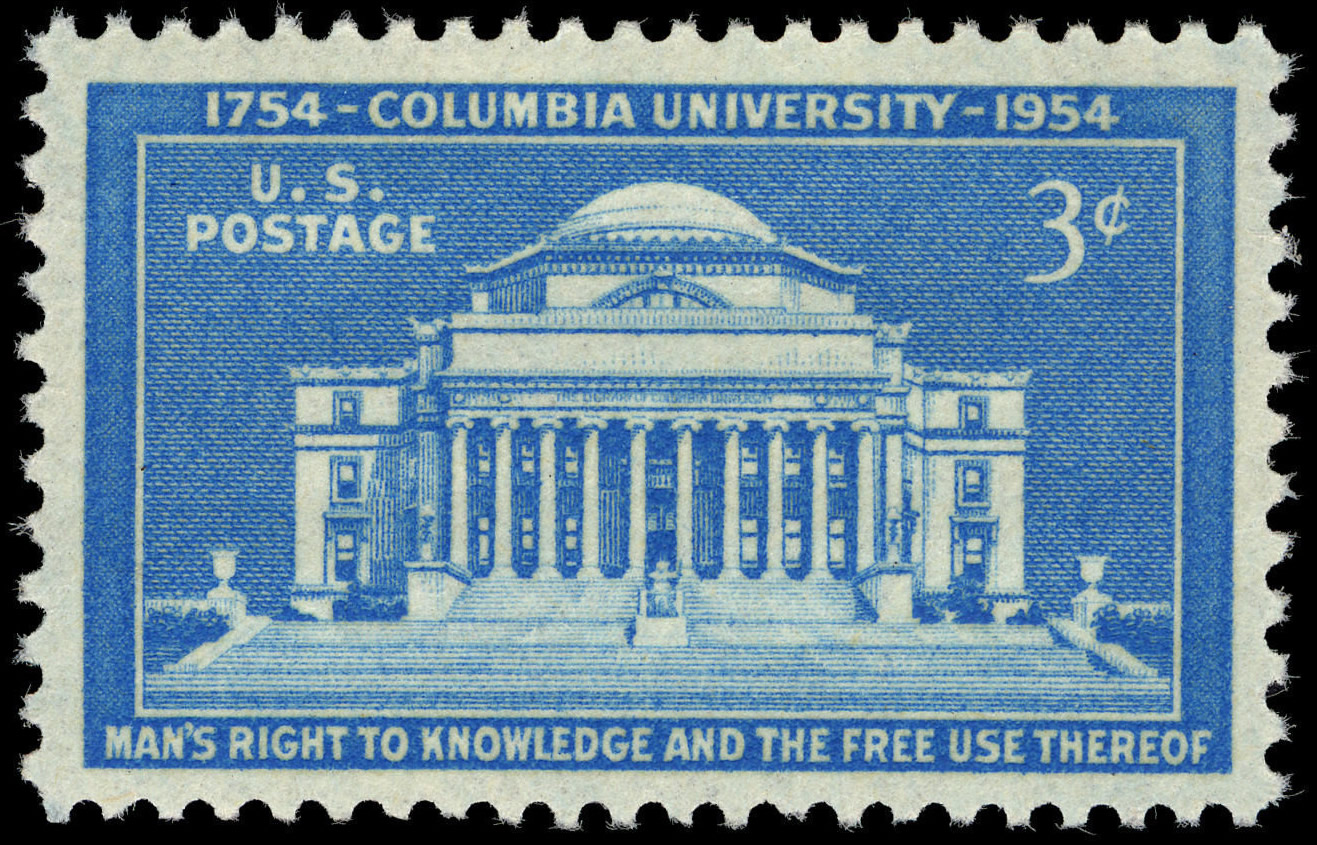
創立200周年を記念して1954年に発行された切手

- 合衆国憲法を起草した建国の父のひとりで現在10ドル紙幣に肖像画が描かれているアレクザンダー・ハミルトンは、コロンビア大学の前身キングズ・カレッジに学び初代財務長官を務めた[140]。

- 1923年、電気素量の計測と光電効果の研究によりノーベル物理学賞を受賞したロバート・ミリカン（1895年コロンビア大学で博士号取得）は、カリフォルニア工科大学の創設に貢献し、同校初代学長を務めた。

日本関連
- 作家の安部公房は、1975年コロンビア大学から名誉人文科学博士号を授与された[141]。教壇に立っていたドナルド・キーン教授とは大江健三郎(1994年ノーベル文学賞受賞)を介して知り合い、生涯にわたる親交を結んだ。安部の戯曲「棒になった男」(1975年)や「友達 (戯曲)」(1986年)はキーンが英訳している。
- コロンビアで染色体の研究を行ってアメリカ人として最初のノーベル生理学・医学賞受賞者となった遺伝学者トーマス・ハント・モーガンは、コロンビアへ移籍する以前はブリンマー大学（セブン・シスターズの一校）に勤務しており、ここで日本初の女子留学生のひとり津田梅子（津田塾大学の創設者）とカエルの卵の発生に関する論文を共同執筆している[142]。

そのほか
- トリヴィア（Trivia）という言葉は、1960年代、カレッジの学生（Ed GoodgoldとDan Carlinsky）が大学対抗クイズ・コンテスト（College Bowls）を創設したさいに使用した言葉が一般化したものである[143]。

- モーニングサイド・キャンパスの地下に各建物をむすぶトンネル網が張巡らされており、1960年代、学園紛争がさかんだった時代には警備の目をのがれて物資を運び込む通路としてさかんに使われていた。現在では封鎖されている。[144][145]。

- ジョージ・ワシントン（アメリカ合衆国初代大統領）は、1789年5月16日、コロンビア大学卒業式に来賓としてジョン・アダムス副大統領、上下両院議会代表者とともに参列、アメリカ大統領として初めて名誉博士号を受けた[146]。

- 創立200周年を記念して1954年に発行された切手コロンビア大学の前身キングス・カレッジは、植民地時代、全米で英国国王の勅許によって設立された二つの大学の一つである[147]。もう一校は、バージニア州のウィリアム・アンド・メアリー大学（1693年創立）である[147]。

- エックス線の発見で第一回ノーベル物理学賞（1901年）を受賞したヴィルヘルム・レントゲンは、コロンビア大学物理学科教授就任のためニューヨーク行きの船の切符購入直後、第一次世界大戦が勃発し、渡米できなくなり、断念した。

- 1965年ノーベル物理学賞を受賞したリチャード・P・ファインマンは、コロンビア・カレッジを受験したが、1930年代当時アイヴィーリーグを中心に設けられていた「ユダヤ人学生上限枠」のため、不合格となり、MITに入学した[148]。

- 1973年ノーベル平和賞を受賞したヘンリー・キッシンジャーは、1977年、フォード政権の退陣と共に国務長官を退任した。その際、コロンビア大学への教授就任が発表されたが、大学内外から激しい反対運動を受け、就任計画は挫折した[149]。
- 『異邦人』（1942年）や『ペスト』（1947年）等の代表作で1957年ノーベル文学賞を受賞したアルベール・カミュは、1946年に訪米してコロンビア大学で講演を行い、第二次大戦後の人心の退廃と物質崇拝に警鐘を鳴らすメッセージとして世界的な注目を集めた[150]。
- 「野球の神様」とも称された伝説的メジャーリーガーベーブ・ルースは、1921年打撃に関する研究のためコロンビア大学に招かれた。その結果、最も強打できるコースは外角膝上の高さで、完璧な打撃をしたときのスイングスピードは秒速34メートル、飛距離は140～150メートルであることがわかった。その他、根気を調べる臨床試験では、被験者500人中最高位を示し、光に対する目の反応速度も平均より20ミリ秒速いなど何れも超人的な計測結果を記録した[151][152]。
- 米国初のスポーツ試合のテレビ中継は、1939年5月17日にNBCテレビによりコロンビア大学キャンパスで行われた対プリンストン戦の野球試合であった。ブロードウェイ116丁目に位置する地下鉄１番線の最寄り駅

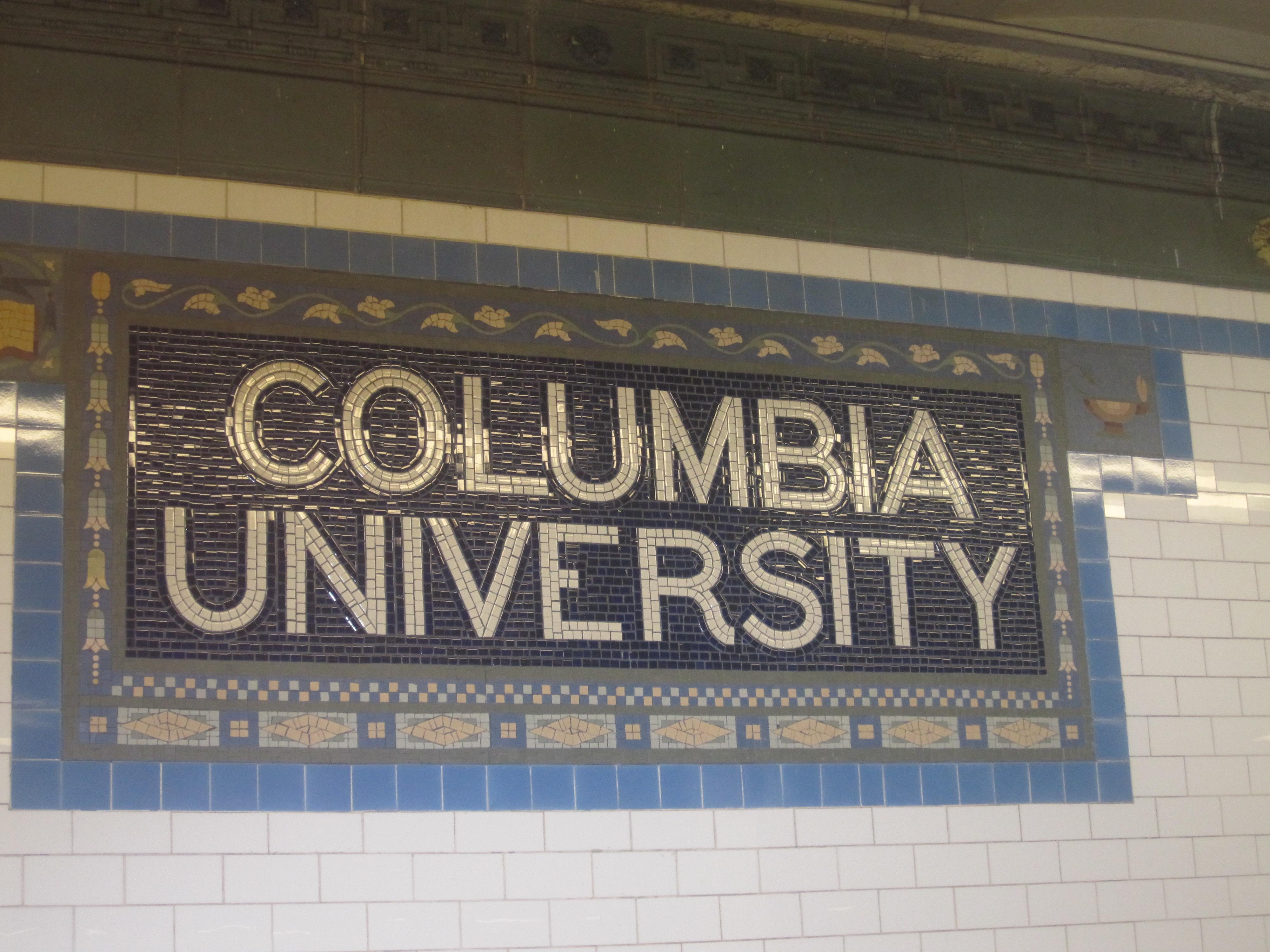
ブロードウェイ116丁目に位置する地下鉄１番線の最寄り駅

- 毎年5月、コロンビア大学の卒業式を記念して、当日の夜、エンパイア・ステート・ビルディングがスクールカラーのコロンビアブルーと白にライトアップされる[153]。
- アラスカ州のコロンビア氷河とコロラド州のマウントコロンビアは、コロンビア大学の名称から命名された。

- 第83回アカデミー賞の長編ドキュメンタリー部門を受賞した映画『インサイド・ジョブ 世界不況の知られざる真実』（2010年）では、世界不況の遠因を作ったとされるエコノミストや経済学者が、責任を追及されないままコロンビア大学のビジネス・スクールに教授陣として就任していることが描かれている。
- アントン・ブルックナーの交響曲第4番 (ブルックナー)は、1940年代になってコロンビア大学の図書館で手書き原稿が発見された。
- メディカル・スクールの学生ラウンジには、ラフマニノフが使っていたとされるグランドピアノがある。
- メトロ・ゴールドウィン・メイヤー（MGM）映画のライオンは、1928年、当時の副社長（ジャーナリズム・スクール在籍）がコロンビア大学のマスコットからヒントを得て、採用した。
- アルフレッド・ヒッチコックは、1939年のコロンビア大学での講義で、自身の映画を説明するときにしばしば使った『マクガフィン』という言葉の意味を説明した。
- ロバート・サーマン教授（インド/チベット仏教研究）は、米国人初のチベット仏教僧の資格者で、彼の娘は、女優のユマ・サーマン。

## 大衆文化とコロンビア大学
コロンビア大学はニューヨーク中心部に位置するという利便性と、敷地内にアイビーリーグらしい重厚な建物が点在するという特徴から、しばしばキャンパス内で映画やTV番組の撮影が行われている。世界的な知名度の高さから、登場人物がコロンビア大学の学生、教員という設定の作品も多い。
キャンパスで撮影が行われた映画・TV番組

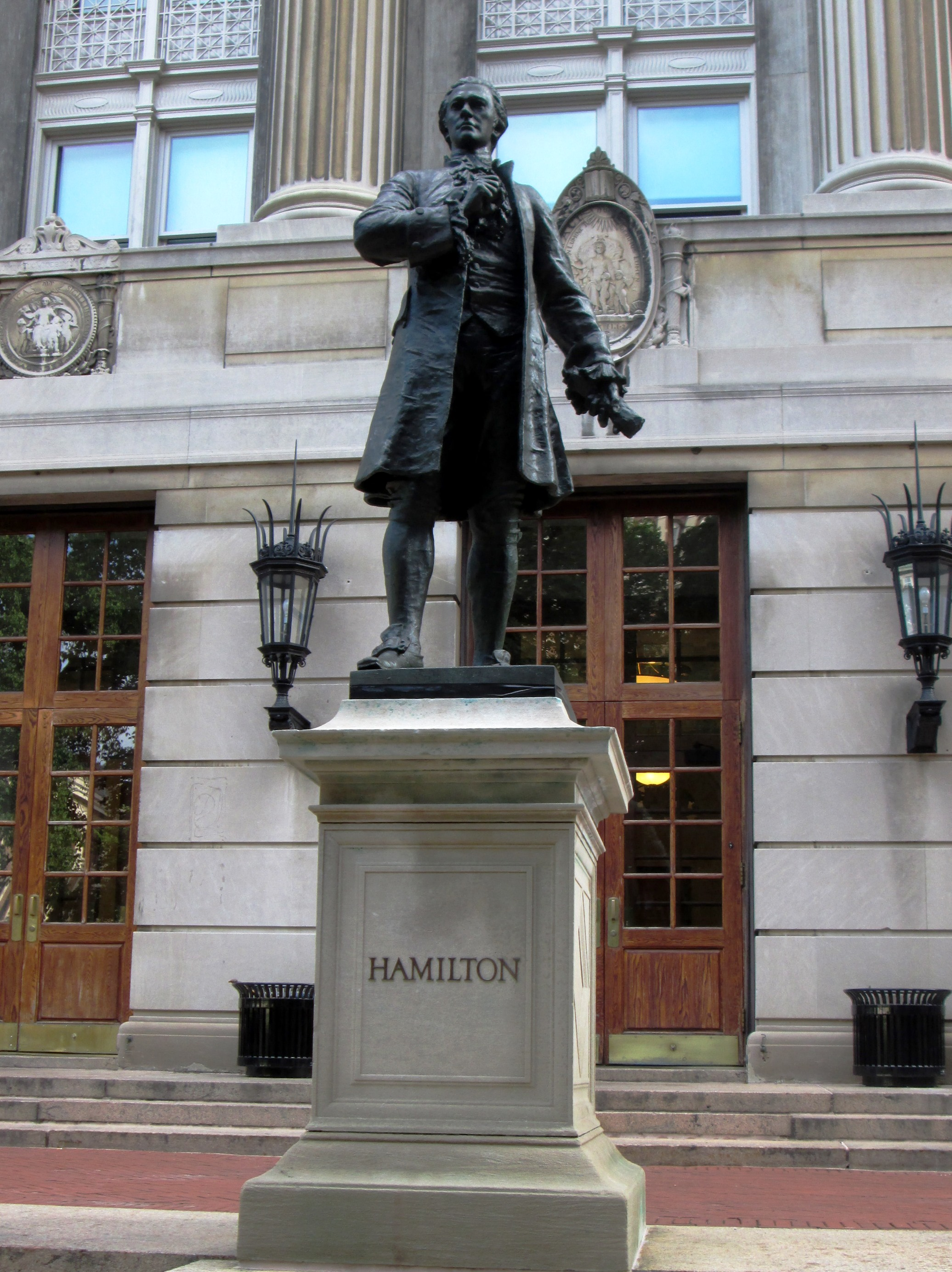
カレッジの学部長室が設置されているハミルトンホール前のハミルトン像

- 映画「ゴーストバスターズ 」（1984年）の主人公（ビル・マーレイ 、ダン・エイクロイド 、ハロルド・ライミス ）は、コロンビア大学「超心理学部」の研究者という設定。撮影が行われた建物には 現在「行動心理学科」が入っている。
- 映画「マンハッタン・ラプソディ」は、主人公ローズ（バーブラ・ストライザンド）が一度も恋愛経験のないコロンビア大学英文学教授という設定。ロウ記念ホールをはじめキャンパスの建物が数多く登場する。
- 映画「マラソンマン 」の主人公ベーブ（ダスティン・ホフマン ）は、コロンビアで歴史学専攻の大学院生。
- 映画「スパイダーマン2 」のスパイダーマンは、コロンビアの学部生。実験室で遺伝子操作を受けた蜘蛛 に噛まれてスパイダーマンに変身する。一部シーンがモーニングサイドハイツ・キャンパスで撮影された。
- 映画「私がクマにキレた理由」（スカーレット・ヨハンソン主演) は、ベストセラー小説『ティファニーで子育てを』が原作ある。
- 映画「ニューヨーク・ミニット 」の主人公ジェーンは、性格が全く正反対の双子姉妹の姉。憧れのコロンビア大学を目指して奨学金試験を受験するためニューヨークへ向かう。
- 映画「最後の恋のはじめ方 」の主人公Alex Hitchinson（Will Smith）は、コロンビア卒。バトラー図書館がロケに使われた。

実在するコロンビア関係者を描いた作品
- 映画「ビリーブ　未来への大逆転 」は、コロンビア大学ロースクールを卒業後に女性として米国史上二人目の連邦最高裁判事となった、ルース・ベイダー・ギンズバーグ の半生を描いている。
- 映画「バリー　(2016年の映画) 」は、オバマ大統領のコロンビア大学部生時代をドラマ化したものである。
- 映画「クイズ・ショウ 」の主人公は、実在したコロンビア英文学部講師（Charles Van Doren）がモデル。

登場人物がコロンビア大学に関係する作品
- カレッジの学部長室が設置されているハミルトンホール前のハミルトン像映画「ゴーストバスターズ 」（2016年）のPeter Venkman（ビル・マーレイ演じる）は超心理学教授、エリン・ギルバート（クリステン・ウィグ ）は、物理学者として勤務しているという設定。
- 映画「アニー・ホール」には、コロンビア大学の映画理論教授が映画館の行列で当時流行していたマクルーハン理論を声高に論じるが、うんざりしたウッディ・アレンと口論になり、そこへマクルーハン本人が登場して「お前の理解は全く的外れだ」と切って捨てるシーンがある。
- 映画「卒業 」の主人公ベン（ダスティン・ホフマン ）は、コロンビア大学院に入学予定という設定。劇中曲の「サウンド・オブ・サイレンス 」と「ミセス・ロビンソン 」を作詞作曲したのはサイモン&ガーファンクルで、アート・ガーファンクル はコロンビア大学で建築学を専攻していた。
- 映画「いちご白書 」の著者および主人公は、コロンビアの学部生。
- 映画「ケイン号の叛乱 」の主人公ウィリー・キースは、第二次大戦中、コロンビア学部在学中に海軍に志願入隊する。
- 映画「ザ・ロック 」の主人公スタンリー・グッドスピード博士（ニコラス・ケイジ ）は、コロンビア大学部卒。
- 映画「理由 (1995年の映画) 」の主人公Paul Armstrong(ショーン・コネリー演じる)は、ロースクール卒。
- 映画「刑事 (1968年の映画) 」のヒロインKaren Wagner Leland(リー・レミック演じる)は、コロンビア大教授。
- 映画「10日間で男を上手にフル方法 」のAndie Anderson（ケイト・ハドソン ）は、ジャーナリズム大学院了。
- 映画「ルイーズに訪れた恋は…」の主人公ルイーズ・ハリントン（ローラ・リニー ）はコロンビア大学の入学審査担当職員、彼女の恋人 スコット・ファインスタウト（トファー・グレイス ）は大学院受験生、前夫ピーター・ハリントン（ガブリエル・バーン 演じる）は物理学部教授である。物理学部の屋上にあるラザフォード天文台がロケに使用された。
- 映画「夫たち、妻たち 」の主人公（ウッディ・アレン ）は、バーナードカレッジの教授で、教え子の女学生と恋に陥る。
- 映画「Real Women Have Curves」の主人公アナは、ストーリーの最後に晴れて奨学金を得て、コロンビア大学に入学する。
- 映画「I Think I Love My Wife」のRichard Cooper（Chris Rock）は、ビジネススクール了。
- 映画「打撃王 (映画) 」は、ルー・ゲーリッグ （コロンビア学部卒）の伝記映画。
- 映画「17歳の処方箋 」（Igby Goes Down）の主人公Igbyaの兄は、コロンビア大生。
- 映画「The Sisterhood of the Traveling Pants」のEricは、コロンビア大生。
- 映画「恋する履歴書 」のアダム・デイヴィスは、ロースクールに入学する。
- 映画「マイファミリー・ウェディング 」の主人公マーカス・ボイドは、コロンビア大医学部卒。ボランティアとしてラオスに行く予定。

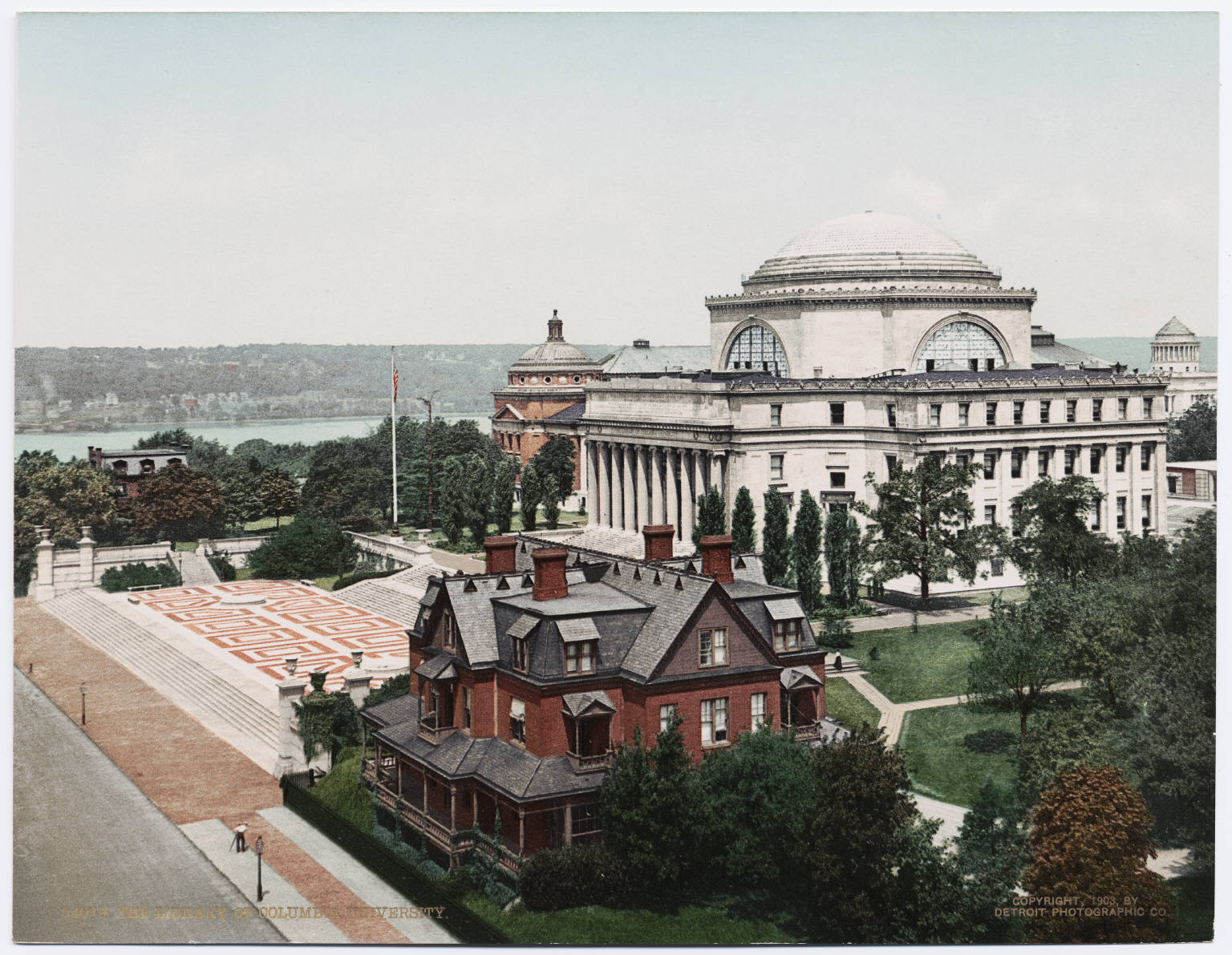
1900年頃のキャンパスの風景

- 1900年頃のキャンパスの風景映画「マギーズ・プラン 幸せのあとしまつ 」マギーの恋人で人類学者ジョン・ハーディングの妻は、コロンビア大教授。
- 映画「恋愛適齢期」のヒロインの姉はコロンビア大女性学教授。
- 映画『夜の蝶 』（1957年 （昭和32年）、大映 、原作川口松太郎 ）の主人公、白沢一郎（演じたのは山村聡 ）、コロンビア大学卒の前国務大臣。
- 映画「クリスマスに降る雪は」でジュリーは「コロンビア大学に合格したのだが、母親（デビー）が重い病気で苦しんでいる。側を離れたくないのだが、入学が遅れると、奨学金が受給できなくなる」ことを打ち明ける。
- 映画「人生万歳!」の主人公ボリス・イェルニコス（演-ラリー・デヴィッド）は、コロンビア大学で弦理論を教えていたノーベル物理学賞候補であったが、『政治』のせいで受賞を逃した偏屈な物理学者。（ウディ・アレン監督のコメディ映画）
- 映画「マイファミリー・ウェディング」の主人公マーカス・ボイドはコロンビア大医学部卒で、ボランティアでラオスに行く予定。
- 映画「パニック・ルーム」の主人公メグ・アルトマン（ジョディ・フォスター演じる）は学部生。
- 映画「アリスのままで」の主人公Alice Howlandは言語学科教授。
- 映画「デアデビル (映画)」のFoggy Nelson（ジョン・ファヴロー演じる）Electra Natchios（ジェニファー・ガーナー演じる)は、共にロースクール卒。
- 映画「ファースト・タイム 素敵な恋の始め方」の主人公Dave Hodgman（ディラン・オブライエン演じる）は学部入学予定。
- 映画 俺たちニュースキャスター 史上最低!?の視聴率バトルinニューヨークのLinda Jackson（ミーガン・グッド演じる）はジャーナリズムスクール卒。
- 映画「セックス・アンド・ザ・バディ」の主人公Richard Cooper（クリス・ロック演じる）はビジネススクール卒。
- 映画「アラフォー女子のベイビー・プラン」のRoland Nilson(パトリック・ウィルソン演じる）は英文学助教授。
- 映画「ストーンウォール (映画)」の主人公ダニー・ウィンターズ（ジェレミー・アーヴァイン演じる)はコロンビア大学に入学するため、インディアナ州の田舎町からグリニッジ・ヴィレッジにやってくる。
- インド映画「Ta Ra Rum Pum」のヒロイン(ラーニー・ムカルジー )は、音楽を専攻するコロンビア大学部生の設定。
- TBS系『日曜劇場』枠で放送された福澤克雄原作のテレビドラマ『VIVANT（ヴィヴァン）』（全10話）の主人公『乃木憂助』（堺雅人演じる）はコロンビア大学経済学科卒の設定である。
- テレビシリーズ「ロー&オーダー 」の検事ジェイミー・ロスは、ロースクール了。
- テレビシリーズ「BONES -骨は語る-」のLance Sweets（ジョン・フランシス・デイリー演じる）は臨床心理学博士号取得者。
- テレビシリーズ「ザ・ソプラノズ 哀愁のマフィア 」の メドウ・ソプラノは、コロンビア学部生。
- テレビシリーズ「ふたりは友達? ウィル&グレイス 」の主人公ウィルとグレースは、二人ともコロンビア卒で、学部時代に初めて知り合う。
- テレビシリーズ「LOST 」の主人公ジャック・シェパード (LOST)（マシュー・フォックス 演じる）は、コロンビアの医科大学院了。
- テレビシリーズ「Veep/ヴィープ」のKemi Talbotは学部とロースクール卒。
- テレビシリーズ「恋するマンハッタン 」の姉役Valerie Tyler（ジェニー・ガース演じる）はコロンビア大学部卒。
- テレビシリーズ「たどりつけばアラスカ 」の主人公Dr.Joel Fleishman（Rob Morrow演じる医者）は、コロンビア卒。
- テレビシリーズ「愉快なシーバー家 」のCarol Seaver（Tracy Gold演じる）は、コロンビア学部生。
- テレビシリーズ「NIP/TUCK マイアミ整形外科医 」のDr.Erica Noughtonは、コロンビアで臨床心理学博士号取得。
- テレビシリーズ「Saved By The Bell」のJessie Spanoはコロンビア大生。
- テレビシリーズ「ママと恋に落ちるまで 」の主人公Ted Mosby(ジョシュ・ラドナー演ずる)は、建築大学院教授に就任する。
- テレビシリーズ「キャッスル 〜ミステリー作家は事件がお好き 」の主人公は、コロンビアの学生。
- テレビシリーズ「ザ・ホワイトハウス 」の主席報道官は、後に、コロンビア大学教員に就任する。
- テレビシリーズ「コミ・カレ!! 」の主人公は、コロンビア大学卒であると学歴詐称する。
- テレビシリーズ「CSI:マイアミ 」のティム・スピードル (Tim "Speed" Speedle) / ロリー・コクレーン （声：竹田雅則 ）: 足跡の発見・分析を得意とする。フロリダ州立大学 でアメリカンフットボール のクォーターバックとして活躍したが、怪我の為に断念、コロンビア大学で生物学の学位を取得し、CSIに加入した。愛称は「スピード」。
- テレビシリーズ「ゴシップガール 」は、セシリー・フォン・ジーゲザー の小説を原作とした米国のテレビドラマ。主人公セリーナ・ヴァンダーウッドセン（ブレイク・ライブリー 演じる）〔声：甲斐田裕子 〕とその友人ブレア・ウォルドーフ（レイトン・ミースター 演じる）〔声：弓場沙織 〕、ネイト・アーチボルド（チェイス・クロフォード 演じる）〔声：中川慶一 〕は、コロンビア大学部生。
- テレビシリーズ「ヴェロニカ・マーズ」の主人公ヴェロニカ・マーズ（クリスティン・ベル演じる）はロースクール卒。
- テレビシリーズ「SUITS/スーツ」のRachel Zane（メーガン (サセックス公爵夫人)演じる）はロースクールの学生。
- テレビシリーズ「アイアン・フィスト (テレビドラマ)」のJoy Meadum（ジェシカ・ストループ演じる）はロースクールの学生でWendel Randはコロンビア卒。
- テレビシリーズ「エリート (テレビドラマ)」のLucrecia（ダンナ・パオラ演じる）は学部生。
- テレビシリーズ「プライベート・プラクティス 迷えるオトナたち」のNaomi Bennett(オードラ・マクドナルド演じる）とSam Bennettは二人とも医学部卒。
- テレビシリーズ「LAW & ORDER:性犯罪特捜班」のSerena Bensonは学部卒。
- テレビシリーズ「マッドメン (テレビドラマ)」のKen Cosgrove(アーロン・スタトン演じる)は学部卒。
- テレビシリーズ「医龍-Team Medical Dragon- 」の霧島軍司は、コロンビア大学付属病院胸部心臓外科客員教授。
- テレビシリーズ「グレイズ・アナトミー 恋の解剖学 」の登場人物、Derek Shepard 医師とMark Sloan 医師は、二人ともコロンビア大学医科大学院卒。
- テレビシリーズ「Dr.HOUSE 」のEric Foreman 医師は、コロンビア大学部卒、また、James Wilson 医師は、コロンビア大学医科大学院卒。
- テレビシリーズ「モダン・ファミリー 」のMitchell Pritchettは、コロンビア法科大学院卒。
- テレビシリーズ「ブルックリン・ナイン-ナイン」のKevin Coznerは、古典学教授。
- テレビシリーズ「ハウス・オブ・カード 野望の階段」のLucas Goodwinは、コロンビア大卒。
- テレビシリーズ「パニッシャー (テレビドラマ)」のDinah Madaniは、コロンビア大イスラム研究修士号取得者。
- 「 フレンズ (1994年のテレビドラマ) 」のRoss Gellerは、コロンビア大古生物学博士号取得者。
- テレビシリーズ「ブルーブラッド 〜NYPD家族の絆〜」のErin Reagan(ブリジット・モイナハン演じる)は、コロンビア大卒でNicky Reagan Boyle(サミ・ゲイルはコロンビア大在校生。
- テレビシリーズ「マーベラス・ミセス・メイゼル 」のAbe Weissman（トニー・シャルーブ演じる）は、コロンビア大終身教授。
- テレビシリーズ「Weeds ママの秘密 」のEsteban Reyes（デミアン・ビチル演じる）は、コロンビア大卒。
- テレビシリーズ「名探偵キャサリン 」（山村美紗 の推理小説「キャサリンシリーズ 」を原作としたテレビシリーズのヒロインキャサリン・ターナー は、米国副大統領のひとり娘でコロンビア大出身のビジネスウーマンで、浜口一郎は、同大留学経験者。
- テレビシリーズ「嫉妬の香り 」（辻仁成 の小説を原作としたテレビドラマシリーズ）の萩原智恵子は、クロードブランシュの社長令嬢で、コロンビア大MBA。
- テレビシリーズ「名探偵御手洗潔シリーズ 」『摩天楼の怪人』では、20歳そこそこの若さでコロンビア大助教授となる。
- テレビシリーズ「せいせいするほど、愛してる 」(原作漫画北川みゆき )の主人公三好海里は、コロンビア大でMBA取得。
- テレビシリーズ「アンブレイカブル・キミー・シュミット 」の主人公キミ―は、コロンビア大に進学する。
- テレビドラマシリーズ「ラストホープ 」の登場人物　大森真治は、外科医で、コロンビア大の遺伝子研究者であった。
- テレビドラマシリーズ「民衆の敵〜世の中、おかしくないですか!?〜 」の藤堂誠（あおば市議会議員）は、コロンビア大留学経験者。
- テレビドラマシリーズ「アフリカの夜 (鈴木京香主演のフジテレビ系木曜劇場)の木村礼太郎(佐藤浩市演)は、コンサルタントで東大中退後コロンビア大学で博士号を取得している。
- テレビドラマシリーズ「明日があるさ (テレビドラマ)」は浜田雅功(ダウンタウン)主演の日本テレビ系(サタデードラマ)枠で放送されたテレビドラマシリーズ。新入社員田村(田村淳(ロンドンブーツ1号2号))演)は、コロンビア大学出身で優秀だが、人に謝ることを知らない。
- テレビドラマシリーズ「デアデビル (テレビドラマ)」のフォギーネルソンは、コロンビア大学時代からのマットの親友で、大手法律事務所でインターンを勤めたが、そこからのオファーを断りヘルズキッチンに法律事務所『ネルソン＆マードック』を開く。
- テレビドラマシリーズ「ザ・ディフェンダーズ (テレビドラマ)」のフォギーネルソンは、コロンビア大学を優秀な成績で卒業した弁護士でマットの親友。
- テレビドラマ「当確師」（真山仁の小説）に登場する黒松幸子（演-壇れい）は、コロンビア大で政治学を専攻した経歴の持ち主で、市長選に立候補する。
- テレビアニメシリーズ「新世紀GPXサイバーフォーミュラ 」のヒロイン菅生あすか（声：三石琴乃 )は自動車メーカー『スゴウ』の社長令嬢。コロンビア大学への編入試験に合格し、最終戦終了後に医者への道を志し渡米する。
- テレビアニメシリーズ「フューチュラマ (アニメ)」のBenderは、学部生。
- 韓国のテレビシリーズ「シークレット・ガーデン (テレビドラマ) 」の主人公 Kim Joo-wonは、コロンビア大卒。
- マーベル・コミック「デアデビル」の主人公は、ロースクールを首席で修了。
- マーベル・コミック「リザード (マーベル・コミック)」のカーティスは、コロンビア大学の物理学科教授で、ピーター・パーカー(スパイダーマン)やグウェン・ステイシーは彼の教え子にあたる。
- マーベル・コミックの「ドクター・ストレンジ」は、コロンビア大医学部卒で付属病院に５年間勤務している設定。
- マーベル・コミックの「ミスター・ファンタスティック」は、コロンビア大学で博士号取得の設定。
- マーベル・コミックの「プロフェッサーX」ことFrancis Xavierは、コロンビア大学で人類学博士号取得の設定。
- マーベル・コミックの「Lee Wing」は、コロンビア大東洋学教授の設定。
- マーベル・コミックの「Gabriel the Devil Hunter」は、コロンビア大教員の設定。
- マーベル・コミックの「Justice」は、コロンビア大在校生の設定。
- 小説『ライ麦畑でつかまえて 』（J・D・サリンジャー 著）のCarl Luceは、主人公Holden Caulfield、の元クラスメートでコロンビア大在校生。
- 小説『路上 (小説) 』は、ジャック・ケルアックの作品で、登場人物はアレン・ギンズバーグ、 ウィリアム・バロウズ、 ニール・キャサディ等、コロンビア大学時代の学友達がモデルとなっており、彼らはビート・ジェネレーションの指導的立場に立った人物でもある。この小説を原作として映画『オン・ザ・ロード (2012年の映画)』がフランシス・フォード・コッポラ制作総指揮のもと映画化された。
- 小説『ジュラシック・パーク (小説) 』（マイケル・クライトン 著）のEdward Simpsonは、コロンビア大学動物学名誉教授でRichard Stoneは大学付属病院の熱帯病研究室長。
- 小説『ムーン・パレス 』（ポール・オースター 著）の主人公Marco Stanley Foggは、コロンビア大在校生。
- 小説『陪審法廷 』（楡周平 作）の主人公牧田研一（被告）の弁護士デニス・ロビンソンは、コロンビア大学卒。
- 小説『プラダを着た悪魔』のリリーは、コロンビア大学でロシア文学を専攻する大学院生。
- 小説『ショーン・ディロン 』（ジャック・ヒギンズ 作）の登場人物ハリー・パーカーは、コロンビア大学卒のニューヨーク市警刑事。殺人捜査班のチーフであり、パソコンの専門家でもある。
- 小説『ロリータ 』（ウラジーミル・ナボコフ 著）のClare Quiltyは、コロンビア大卒。
- 小説『プリンセス・ダイアリー』（メグ・キャボット 著）のMichael Moscovitzは、ロースクール在校生。
- 小説「The Blindfold」（2008年Siri Hustvedt著）のヒロインは、コロンビア大学院生。
- 小説「The Au Pairs」（Melissa de la Cruz著）のMara Watersは、ダートマスを蹴ってコロンビアに入学する。
- 小説「古きものたちの墓」（コリン・ウィルソン著)語りてのマシュー・ウィロビーはコロンビア大生。
- 小説シリーズ『ハリー・ボッシュ・シリーズ』は作家マイクル・コナリーによるロサンゼルス市警察刑事ハリー・ボッシュを主人公とるミステリー、ハードボイルド小説シリーズ。FBI捜査官レイチェル・ウォリングはニューヨーク支部で捜査官になった後、コロンビア大学の夜学で法律の学位を取得する。
- 大沼紀子の小説「真夜中のパン屋さん」の主人公、暮林陽介は、コロンビア大学院了。NHK BSプレミアムでテレビ化された。
- 中山七里の推理小説「ヒポクラテスの誓い (小説)」に登場する法医学教室准教授キャシー・ペンドルトンは、コロンビア大医学部卒。
- 伊達邦彦（だて くにひこ）は、日本のハードボイルド・推理作家大藪春彦が著したアクション小説群に登場する架空の人物、スパイで、コロンビア大学の博士課程を中退した。
- ボーン・コレクター (小説)に登場するメル・クーパーの恋人グレタは、コロンビア大学高等数学科教授である。
- 西村京太郎の推理小説に登場する探偵左文字進（さもんじ すすむ）は、コロンビア大学で犯罪心理学を学んだ。
- 至道流星のライトノベル「羽月莉音の帝国」に登場する「宋」は、北京大、東大、コロンビア大学院で学んだスーパーエリート。
- 成田美名子の漫画『ALEXANDRITE』（アレクサンドライト）は、コロンビア大学が舞台である。
- 氷川へきるのアニメぱにぽにの登場人物レベッカ宮本は、10歳でコロンビア大学の博士号を取得したという触れ込みで桃月学園に赴任してきた超天才でハーフのちびっこ先生。しかし、コロンビア大学の博士号を取得したというのは嘘で、本当はMIT (マサチューセッツ工科大学) で学位を3つ取得しただけ。
- 吉田秋生の漫画「カリフォルニア物語」の登場人物スウェナ・ランバートは、コロンビア大学に進学する。
- 樹なつみのアニメ「花咲ける青少年」の登場人物ユージィン・アレキサンドル・ド・ヴォルカンは、コロンビア大学に留学中である。
- 宮川匡代の漫画「林檎と蜂蜜」（りんごとはちみつ）の登場人物、大西 朋生（おおにし ともき）は、再び弁護士を目指すことを決意、会社を辞めコロンビア大学に入学し勉強し直す。
- 赤石路代の漫画「AMAKUSA1637」（全57話）の主人公早弓夏月は、聖フランシスコ学園生徒会長で剣道の高校チャンピオン。卒業後は、生徒会副会長の八塚直純と共にコロンビア大学へ留学予定であった。
- コンピュータゲーム『グランド・セフト・オート 』などに登場するリバティーシティは、アメリカ合衆国の架空の大都市 。モデルはニューヨーク市、唯一の大学Vespucci Universityは、コロンビア大学がモデルである。

そのほか、キャンパスで撮影された映画の例：
- レナードの朝
- エターナル・サンシャイン
- 世界中がアイ・ラヴ・ユー
- ハンナとその姉妹
- 最後の恋のはじめ方
- 愛についてのキンゼイ・レポート
- 打撃王 (映画)
- マルコムX
- ゴーストバスターズ
- ゴーストバスターズ2
- モナリザ・スマイル
- スパイダーマン (2002年の映画)
- スパイダーマン2
- スパイダーマン3
- プロデューサーズ
- ステイ
- 私がクマにキレた理由
- ウエスト・サイド物語 (映画)
- プリティ・プリンセス
- ノース 小さな旅人
- ニューヨーク・ミニット
- マラソンマン (映画)
- 近距離恋愛
- 光の旅人 K-PAX
- 魔法にかけられて
- 奇跡のシンフォニー
- アルタード・ステーツ/未知への挑戦
- アクロス・ザ・ユニバース (映画)
- クルージング (映画)
- 刑事 (1968年の映画)
- 小説家を見つけたら
- 夫たち、妻たち
- 17歳の処方箋
- キル・ユア・ダーリン
- マンハッタン (映画)
- マンハッタン・ラプソディ
- プレミアム・ラッシュ
- クイズ・ショウ
- アリスのままで
- ザ・ロック (映画)
- ザ・ワーズ 盗まれた人生
- セッション (映画)
- ストーンウォール (映画)
- 人生万歳!
- バリー　(2016年の映画)
- ビリーブ　未来への大逆転
- RBG 最強の85才
- ミュージック・オブ・ハート
- ペンタゴン・ペーパーズ/最高機密文書
- ウディ・アレンの重罪と軽罪
- パンチライン (映画)
- バターフィールド8
- N.Y.式ハッピー・セラピー

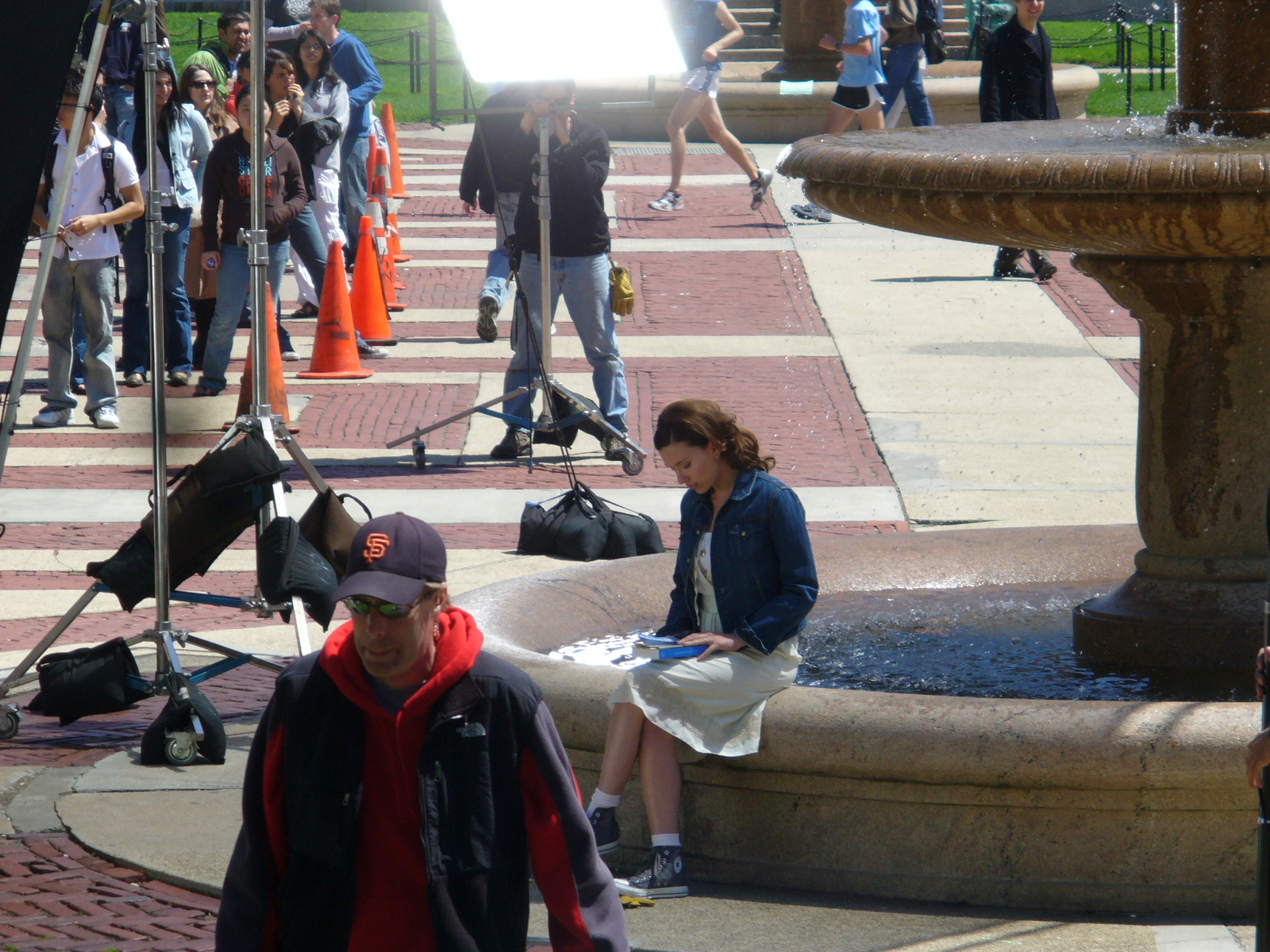
映画「私がクマにキレた理由」のロケ中のスカーレット・ヨハンソン

- チャーリー・バートレットの男子トイレ相談室

## 大学が関わる各種賞
- ピュリッツアー賞：対象分野：米国内の報道、文学・詩歌・音楽・戯曲作品など。
- ルイザ・グロス・ホロウィッツ賞:対象分野：生物学、生化学、これまでの受賞者114名のうち55名（48％）が後にノーベル賞を受賞している。
- バンクロフト賞：対象分野：外交もしくは南北アメリカの歴史をテーマとした新著
- アルデン・スペンサー賞：対象分野：神経生物学
- ルー・ゲーリッグ賞：対象分野：現役野球選手の表彰。ニューヨーク・ヤンキースで活躍した ルー・ゲーリッグに敬意を表して名前を冠したMLB公認の賞でもある
- en:Vetlesen Prize：対象分野：地学、地球科学
- en:Calderone Prize：対象分野：公衆衛生の発展に貢献した個人
- en:Alfred I. duPont–Columbia University Award：対象分野：放送及びデジタルジャーナリズム
- en:National Magazine Awards：対象分野：定期購読誌
- en:Maria Moors Cabot Prizes：対象分野：国際ジャーナリズム
- en:John Chancellor Award：対象分野：新聞記者と放送ジャーナリストによる勇気ある報道
- en:J. Anthony Lukas Book Prize：対象分野：入念なリサーチに基づく社会的意義のあるテーマを対象とした書籍
- en:Mark Lynton History Prize：対象分野：歴史をテーマとした学術書
- en:Japan–U.S. Friendship Commission Prize for the Translation of Japanese Literature：対象分野：日本文学作品の英語翻訳、同分野では米国最古。
- en:Ditson Conductor's Award：対象分野：音楽指揮者、同分野では米国最古

## 提携するアメリカ国外の大学
- ダブリン大学トリニティ・カレッジ
- 香港城市大学
- オックスフォード大学
- ケンブリッジ大学
- ロンドン・スクール・オブ・エコノミクス
- ユニヴァーシティ・カレッジ・ロンドン
- キングス・カレッジ・ロンドン
- ウォーリック大学

- 社会科学高等研究院 (EHESS）
- パリ政治学院 (Sciences-Po)
- パンテオン・ソルボンヌ大学
- 高等師範学校（エコール・ノルマル） (ENS)